# Kalendarium II wojny światowej – Polska
Kalendarium II wojny światowej – Polska – chronologiczne zestawienie najważniejszych faktów z dziejów II wojny światowej.

## 1939
- 23 sierpnia – podpisanie paktu Ribbentrop-Mołotow między III Rzeszą a Związkiem Radzieckim o podziale stref wpływów w Europie Środkowej.
- 1 września:
  - Niemcy zaatakowały Polskę. Początek działań wojennych w Europie. Rozpoczęła się II wojna światowa.
  - wkroczenie wojsk niemieckich na terytorium Wolnego Miasta Gdańsk i Polski (operacja Fall Weiss).
  - o 4.34 trzy bombowce nurkujące z 3./StG 1, dowodzone przez Staffelkapitäna Oberleutnanta Brunona Dilleya zaatakowały most w Tczewie.
  - o 4.42[potrzebny przypis] rano I dywizjon 76 Pułku Luftwaffe bombowców nurkowych imienia Immelmanna, pod dowództwem kapitana Waltera Siegela, rozpoczął bombardowanie polskiego miasta Wielunia.
  - o 4.45 niemiecki pancernik szkolny „Schleswig-Holstein” rozpoczął ostrzeliwanie Polskiej Składnicy Tranzytowej na Westerplatte w Gdańsku.
  - w Wolnym Mieście Gdańsku toczyły się walki o budynek Poczty Polskiej na placu Heweliusza. Po 14 godzinach walk, gdy atakujący Niemcy podpalili budynek miotaczami ognia, polscy pocztowcy skapitulowali.
  - około 7.00 w rejonie Olkusza został zestrzelony pierwszy niemiecki samolot. Zwycięstwo odniósł podporucznik Władysław Gnyś ze 121 Eskadry Krakowskiej.
  - rozpoczęła się bitwa pod Mławą na północnym Mazowszu. Oddziały polskiej Armii Modlin zaatakowane zostały przez niemiecką 3 Armię, nacierającą z Prus Wschodnich.
  - Wołyńska Brygada Kawalerii stoczyła pod Mokrą w rejonie Częstochowy bitwę z niemiecką 4 Dywizją Pancerną.
  - około godziny 18.00 niemieckie bombowce Ju 87 zaatakowały stawiacza min ORP Gryf i 6 trałowców.
- 2 września:
  - pod Jordanowem 10 Brygada Kawalerii pod dowództwem płk. Maczka zniszczyła 50 czołgów niemieckich należących do XXII Korpusu Armijnego.
  - sześć samolotów PZL.23 Karaś z 24 Eskadry Rozpoznawczej Armii Kraków zbombardowało niemieckie kolumny pod Częstochową (pierwsze bombardowanie wojsk niemieckich w II wojnie światowej).
  - samoloty niemieckiej siły powietrznej Luftwaffe zaatakowały wieś Chmielów zabijając około pięćdziesięciu mieszkańców[1].
  - samolot typu PZL.23 Karaś zbombardował fabrykę w Oławie (pierwsze bombardowanie Niemiec w czasie II wojny światowej).
  - samoloty Luftwaffe zbombardowały w Kole pociąg ewakuacyjny z Krotoszyna, zabijając około 250 cywilów.
- 3 września:
  - zakończyła się bitwa pod Mławą.
  - wojska niemieckie zajęły Częstochowę.
  - Luftwaffe zatopiła dwa okręty polskie, zatonął stawiacz min ORP Gryf i kontrtorpedowiec ORP Wicher.
  - w Bydgoszczy doszło do walk jednostek polskich z niemieckimi dywersantami wspomaganymi przez miejscowych Niemców (m.in. członków Hitlerjugend). Część pojmanych Niemców rozstrzelano, innych wysiedlono. Propaganda niemiecka nadała tym wydarzeniom nazwę „Blutsonntag Bromberg” – „bydgoska krwawa niedziela”. Po wkroczeniu Wehrmachtu rozpoczęły się represje na ludności polskiej za udział w „krwawej niedzieli” – egzekucje i wywózki do obozów koncentracyjnych.
  - rozpoczęło się bombardowanie miasta Łomży, które do 7 września nękane było tylko w ten sposób. W tym czasie (od 2 do 8 września) toczyły się zacięte boje na odcinkach Nowogród – Szablak – Piątnica (33 Pułk Piechoty).
  - utworzono Legion Czechów i Słowaków.
- 4 września:
  - wojska niemieckie zajęły Kalisz.
  - rozpoczęła się ewakuacja z Warszawy centralnych instytucji państwowych.
  - w Katowicach po przełamaniu 3 września obrony prowadzonej przez kompanię 3 batalionu kpt. Pawła Staszkiewicza z 201 Pułku Piechoty, kompanię kolarzy oraz ok. 100-osobowy oddział ochotników pod dowództwem powstańca śląskiego Nikodema Renca, padła reduta – wieża spadochronowa – broniona przez śląskich harcerzy. Żołnierze Wehrmachtu zrzucili na ziemię z 50-metrowej wysokości ostatnich rannych obrońców. Katowice zostały zajęte przez 239 Dywizję Piechoty XIV Armii oraz 56 i 68 Pułki Grenzschutzu. Po południu wybuchły ponownie krótkotrwałe walki w rejonie kościoła ewangelickiego, Placu Wolności, Domu Powstańca, teatru i ul. Mariackiej. Po opanowaniu miasta Niemcy spalili synagogę przy ul. Mickiewicza oraz dokonali masowych egzekucji na około 860 powstańcach śląskich, harcerzach i polskiej ludności.
  - „krwawy poniedziałek” w Częstochowie – żołnierze Wehrmachtu zastrzelili na ulicach 300–500 mieszkańców miasta.
  - w Gostyni na Górnym Śląsku, po zajęciu miejscowości, oficer Wehrmachtu zastrzelił proboszcza ks. Tomasza Mamzera i kilkunastu mieszkańców. Do kolumny wojskowej miały paść strzały z wieży kościelnej[2][3].
  - załoga samolotu Karaś z 51 eskadry rozpoznawczej ostrzelała i obrzuciła bombami niemiecki pociąg przewożący uzbrojenie i sprzęt wojskowy na dworcu w Białej Piskiej na terenie Prus Wschodnich.
- 5 września:
  - Rozpoczęły się represje wobec ludności cywilnej w Bydgoszczy w odwecie za zdławienie niemieckiej akcji dywersyjnej.
  - Samoloty Luftwaffe ostrzelały w okolicach Koła grupę uchodźców z Kalisza. 60 osób zginęło.
  - Toruń opuścił wojewoda pomorski Władysław Raczkiewicz
- 6 września:
  - rząd opuścił Warszawę.
  - bitwa pod Tomaszowem Mazowieckim.
  - wojska niemieckie zajęły Kraków.
  - bitwa obronna i wejście okupanta do Starachowic.
- 7 września:
  - poddała się załoga Polskiej Składnicy Tranzytowej na Westerplatte.
  - wojska niemieckie zajęły Toruń[4]
  - Rząd RP i Naczelny Wódz opuścili Warszawę.
  - wojska niemieckie podeszły pod linie obronne otaczające Łomżę. Podczas kilku ataków przeprowadzonych tego dnia siły nieprzyjaciela straciły ponad 50% ludzi i sprzętu. Szybki ruch wojsk niemieckich został na tym odcinku zatrzymany.
  - Początek obrony odcinka „Wizna” nad Narwią. W rejonie miejscowości Wizna na północny wschód od Łomży 720 żołnierzy pod komendą kpt. Władysława Raginisa stawiło czoło 42 200 żołnierzom XIX Korpusu Armijnego gen. Heinza Guderiana atakującego z Prus Wschodnich w stronę Brześcia.
- 8 września:
  - próba zdobycia Warszawy z marszu przez wojska niemieckiej 4 Dywizji Pancernej. Szturm odparty został na południowych rogatkach miasta na Ochocie w rejonie ulic Grójeckiej i Częstochowskiej.
  - wojska niemieckie zajęły Łódź.
  - drugi dzień obrony Łomży. Ataki Niemców skoncentrowały się na forcie nr 3 w Piątnicy Poduchownej. Do południa odparto 4 ataki. Popołudnie było spokojniejsze. Nocą, po przygotowaniu artyleryjskim i zadymieniu wojska niemieckie przeprawiły się przez Narew, kilka kilometrów poniżej punktu obrony w Piątnicy i zdobyły Nowogród.
  - rozpoczęła się bitwa pod Iłżą w województwie kieleckim.
- 9 września:
  - ponowna próba zdobycia Warszawy przez niemiecką 4 DPanc. Niemcy zostają odparci, tracąc blisko 50% wprowadzonych do walki czołgów.
  - rozpoczęła się bitwa nad Bzurą. Bitwa stoczona przez dwie polskie armie: Armię „Poznań” gen. Tadeusza Kutrzeby i Armię „Pomorze” gen. Władysława Bortnowskiego, z dwoma niemieckimi armiami z Grupy Armii Południe („Süd”): 8 Armią gen. Johannesa Blaskowitza i 10 Armią gen. Waltera von Reichenau.
  - zakończyła się bitwa pod Iłżą w województwie kieleckim.
  - zbrodnia na polskich jeńcach wojennych pod Ciepielowem koło Radomia.
  - obrona przeprawy pod Łomżą. Przed południem 3 ataki na fort nr 2 w Piątnicy Poduchownej ze wsparciem artylerii i lotnictwa, po południu atak na fort nr 1 – wszystkie odparte.
  - zajęcie Redy przez Niemców.
- 10 września:
  - 4 dzień obrony odcinka „Wizna”. Załoga kpt. Władysława Raginisa zadała dotkliwe straty atakującemu XIX Korpusowi Armijnemu pod komendą gen. gen. Heinza Guderiana – na jednego zabitego Polaka przypadło 40 zabitych Niemców. Polacy poddali się, dopiero gdy Niemcy zagrozili rozstrzelaniem jeńców wojennych.
  - Obrona Jarosławia.
  - wojska niemieckie zajęły Poznań.
  - pierwsza masowa egzekucja Polaków w Bydgoszczy. Rozstrzelano około 1500 osób.
  - forty w Piątnicy Poduchownej wciąż broniły dostępu do przeprawy na Narwi i miasta Łomża. Rano odparto ataki na forty nr 2 i 3. Do godziny 18 wojska niemieckie absorbowały obronę fortów, po czym odstąpiły poza zasięg polskiej artylerii. Około godz. 20.30 dowódca 18 Dywizji Piechoty, płk. Kossecki, wydał 33 pp rozkaz do odwrotu. Załoga przyjęła rozkaz z niedowierzaniem. Polska obrona Łomży rozpoczęła odwrót do miejscowości Bacze Mokre.
  - po kilkugodzinnej wymianie ognia artyleryjskiego, ok. godz. 15.00 wojska niemieckie weszły do Osięcin i stworzyły w tamtejszej wikariatce punkt opatrunkowy. Było wielu rannych, gdyż Włocławek wciąż się bronił.
- 11 września – Mszczonów odbity został nocnym atakiem 31 pułku Strzelców Kaniowskich, którymi dowodził ppłk Wincenty Wnuk.
- 12 września:
  - konferencja w Jełowej pod Opolem w III Rzeszy. Narada najwyższych dostojników III Rzeszy w sprawie podbitych ziem polskich oraz kwestii ukraińskiej. Narada miała także związek z ociąganiem się strony radzieckiej z wykonaniem zobowiązań sojuszniczych względem III Rzeszy.
  - 3 polskie trałowce „Jaskółka”, „Czajka” i „Rybitwa” skutecznie ostrzelały oddziały niemieckie atakujące Kępę Oksywską z pozycji położonej 4 km na wschód od Cypla Rewskiego (każdy trałowiec posiadał tylko 1 działo 75 mm). Akcję tę powtórzono 2 dni później podczas walk o wieś Mechelinki.
  - helska bateria 105 mm uszkodziła jednym pociskiem niemiecki trałowiec „Otto Braun”.
  - wieczorem polskie oddziały opuściły Gdynię, wycofując się w sposób zorganizowany na Kępę Oksywską.
- 13 września:
  - wojska niemieckie zajęły Włocławek.
  - bitwa pod Mińskiem Mazowieckim.
  - zbombardowanie przez Luftwaffe miasta Frampol na Lubelszczyźnie.
  - polskie trałowce ustawiły zagrodę minową na południe od Helu.
  - zajęcie miasta Stryj przez Ukraińców.
  - bitwa pod Krzywczą.
  - niemiecki pancernik „Schleswig-Holstein” ostrzeliwał Gdynię.
- 14 września – wojska niemieckie zajęły Gdynię.
- 15 września:
  - wojska niemieckie zajęły Przemyśl.
  - w odwecie za zabicie oficera Wehrmachtu w Cechówce (dziś część Sulejówka) Niemcy zamordowali co najmniej 58 Polaków.

- 17 września:

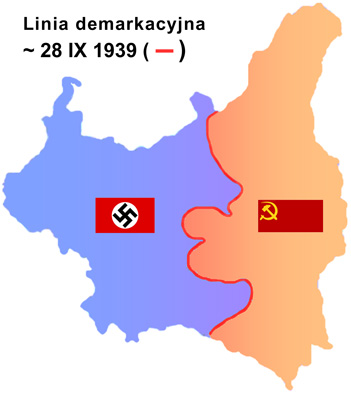
Linia spotkania wojsk niemieckich i radzieckich we wrześniu 1939

  - atak wojsk radzieckich na terytorium Polski.
  - rozpoczęła się I bitwa pod Tomaszowem Lubelskim Armii „Kraków” i „Lublin” (do 20 września).
  - pożar Zamku Królewskiego w Warszawie w wyniku niemieckiego bombardowania.
  - o zmroku 9 „Karasi”, 1 „Łoś” i 1 RWD-8 24 Eskadry Rozpoznawczej odleciało do Rumunii.
- 17/18 września – Rząd RP opuścił terytorium Polski.
- 18 września:
  - internowanie władz polskich w Rumunii.
  - Niemcy wkroczyli do Lublina.
  - ucieczka ORP Orzeł z portu w Tallinnie.
  - uszkodzony ORP Sęp internowany został na wodach szwedzkich w pobliżu Nynäshamn.
  - godz. 8:00 trzygodzinny pojedynek artyleryjski pomiędzy: niemieckim pancernikiem „Schleswig-Holstein”, torpedowcem „T 196”, okrętem artyleryjskim „Fuchs” i 2 trałowcami a baterią „Canet” (1 działo 100 mm) i oksywską 1. baterią plot. (2 działa 75 mm).
  - w popołudnie niemiecki pancernik „Schleswig-Holstein” ostrzeliwał baterię cyplową 152,4 mm (wystrzelił 20 salw z dział 280 mm).
  - w Śladowie pod Sochaczewem żołnierze Wehrmachtu dokonali mordu na 300 osobach, w tym 150 jeńcach wojennych.
  - w Henrykowie pod Sochaczewem żołnierze Wehrmachtu zamordowali od 73 do 88 osób, w tym wielu uchodźców z zachodniej Polski.
- 19 września:
  - padła Kępa Oksywska.
  - do Gdańska przybył z wizytą Adolf Hitler.
  - zajęcie Wilna przez wojska radzieckie.
  - pozbawiony paliwa i uszkodzony ORP Ryś internowany został na wodach szwedzkich w rejonie Sandhamn.
- 20 września:
  - koniec bitwy nad Bzurą. Bitwa stoczona została przez Armię „Poznań” gen. Tadeusza Kutrzeby i Armię „Pomorze” gen. Władysława Bortnowskiego z dwoma niemieckimi armiami z Grupy Armii Południe („Süd”), 8 Armią gen. Johannesa Blaskowitza i 10 Armią gen. Waltera von Reichenau. Była to największa bitwa kampanii 1939 roku.
  - początek obrony Grodna przed Armią Czerwoną.
  - początek obrony Helu, zakończonej 2 października kapitulacją polskiej załogi.
  - komisarzem miasta Krakowa z nadania okupacyjnych władz niemieckich został Ernst Zörner.
- 21 września:
  - Reinhard Heydrich, szef Głównego Urzędu Bezpieczeństwa Rzeszy, przekazał wszystkim dowódcom grup operacyjnych Policji Bezpieczeństwa na ziemiach polskich rozkaz o rozwiązaniu „problemu żydowskiego na okupowanych terytoriach”.
- 22 września:
  - polska załoga Lwowa pod dowództwem gen. bryg. Władysława Langnera, nie chcąc oddać miasta w ręce Niemców, skapitulowała przed oddziałami Armii Czerwonej. Sowieci nie dotrzymali warunków kapitulacji i wzięli do niewoli żołnierzy polskich.
  - rozpoczęła się II bitwa pod Tomaszowem Lubelskim Frontu Północnego gen. dyw. Stefana Dąb-Biernackiego (do 23 września).
  - kapitulacja Grodna. Sowieci rozjechali czołgami ludność cywilną.
  - bój pod Kodziowcami koło Sopoćkiń.
  - bitwa pod Łomiankami pod Warszawą.
  - w Brześciu nad Bugiem odbyła się wspólna sowiecko-niemiecka defilada.
- 23 września:
  - w Wożuczynie na Lubelszczyźnie gen. dyw. Stefan Dąb-Biernacki rozwiązał Front Północny.
  - bitwa pod Krasnobrodem na Lubelszczyźnie.
  - major Henryk Dobrzański sformował w Górach Świętokrzyskich pierwszy oddział partyzancki. Henryk Dobrzański przyjął pseudonim „Hubal”.
  - wieczorem w rejonie Chałup 5 okrętów niemieckich: torpedowiec „T 196”, 2 okręty artyleryjskie i 2 strażnicze ostrzeliwały pozycje polskie.
- 24 września – bitwa pod Husynnem na Lubelszczyźnie oddziałów polskich z oddziałami Armii Czerwonej.
- 25 września:
  - przekazanie władzy przez prezydenta Ignacego Mościckiego Polskiemu Rządowi na Uchodźstwie.
  - godz.10:00 początek pierwszej bitwy 2 niemieckich pancerników „Schleswig-Holstein” i „Schlesien” (łącznie: 8 × 280 mm i 20 × 150 mm) z baterią cyplową 152,4 mm. Wynik: lekkie uszkodzenia 1 pancernika, bateria cyplowa miała kilkunastu rannych i uszkodzenia 2 dział.
  - niemiecki nalot dywanowy na Warszawę; około 10 tys. zabitych i 35 tys. rannych.
  - okręt podwodny ORP Żbik zawinął do szwedzkiego portu, gdzie został internowany.
- 26 września:
  - Szarża pod Morańcami. Pod wsią Morańce na Lubelszczyźnie (obecnie na Ukrainie) 27 Pułk Ułanów z Nowogródzkiej Brygady Kawalerii wykonał dwie szarże na niemiecki batalion piechoty broniący wsi Morańce. Ostatnia szarża kampanii wrześniowej.
  - o 17.30 w lesie pod Góreckiem Kościelnym na Lubelszczyźnie generałowie Emil Krukowicz-Przedrzymirski i Jan Kazimierz Kruszewski podpisali akt kapitulacji połączonych wojsk Armii gen. Przedrzymirskiego i Grupy Operacyjnej gen. Kruszewskiego.
- 27 września:
  - zakończyła się bitwa pod Tomaszowem Lubelskim.
  - godz. 12:00 początek drugiej bitwy 2 niemieckich pancerników „Schleswig-Holstein” i „Schlesien” z baterią cyplową 152,4 mm (odległość: 14 000 m). Wynik: lekkie uszkodzenia 1 pancernika i wyczerpane zapasy amunicji, bateria doznała uszkodzeń centrali artyleryjskiej i wieży kierowania ogniem.
  - powstała polska konspiracyjna organizacja wojskowa Służba Zwycięstwu Polski. Dowódcą SZP został gen. Michał Tokarzewski-Karaszewicz.
  - utworzona została podziemna organizacja harcerska Szare Szeregi.
- 28 września:
  - kapitulacja Warszawy.
  - rozpoczęła się bitwa pod Szackiem na Wołyniu. Bitwa stoczona między 52. Dywizją Strzelecką Armii Czerwonej, a grupą żołnierzy KOP gen. Wilhelma Orlika-Rückemanna.
  - w Moskwie podpisano niemiecko-radziecki układ graniczny, zmieniający przebieg granicy po zajęciu Polski. Do układu załączono trzy protokoły: jeden poufny i dwa tajne. Granica wyznaczona została wzdłuż rzek: Pisa, Narew, Bug, Wisłoka, San.
- 29 września – złożyła broń załoga twierdzy w Modlinie.
- 30 września:
  - Polskie Radio z Warszawy nadaje ostatnią audycję.
  - pierwsze oddziały niemieckie wkroczyły do Warszawy.
  - wojska polskie rozbiły 52 Dywizję Strzelecką Armii Czerwonej w bitwie pod Szackiem na Wołyniu.
  - Ignacy Mościcki przekazał urząd prezydenta Władysławowi Raczkiewiczowi.
  - prezydent Władysław Raczkiewicz mianował Władysława Sikorskiego premierem rządu RP na emigracji.
  - utworzenie emigracyjnego rządu gen. Władysława Sikorskiego.
- 1 października:
  - doszło do bitwy pod Wytycznem na Lubelszczyźnie pomiędzy jednostkami KOP a Armią Czerwoną.
  - rząd emigracyjny w Paryżu nadał Warszawie order Virtuti Militari.
  - na minie postawionej 3 tyg. wcześniej przez „ORP Żbik” zatonął niemiecki trałowiec „M-85”, tracąc 24 marynarzy.
- 2 października – kapitulacja garnizonu na Półwyspie Helskim.
- 5 października:
  - pod Kockiem Samodzielna Grupa Operacyjna Polesie pod dowództwem gen. bryg. Franciszka Kleeberga stoczyła ostatnią bitwę z Niemcami. Po bitwie Grupa skapitulowała.
  - Niemcy rozstrzelali 38 obrońców Poczty Polskiej w Gdańsku.
  - w Warszawie odbyła się defilada wojsk niemieckich z udziałem Adolfa Hitlera.
- 8 października:
  - Hitler podpisał w Berlinie dekret o włączeniu do III Rzeszy polskich ziem zachodnich i północnych (Pomorze, Wielkopolska, rejon Łodzi i Śląsk).
  - hitlerowcy utworzyli getto w Piotrkowie Trybunalskim.
- 10 października:
  - ZSRR przekazał Litwie Wileńszczyznę.
  - przeprowadzono pierwszą egzekucję w bydgoskiej „Dolinie Śmierci”.
- 11 października – ukazało się pierwsze wydanie gadzinówki Nowy Kurier Warszawski.
- 12 października – Hitler podpisał dekret o utworzeniu Generalnego Gubernatorstwa.
- 13 października – utworzenie podczas konspiracyjnego posiedzenia członków Stronnictwa Narodowego – Narodowej Organizacji Wojskowej.
- 15 października – niemiecki Selbstschutz dokonał w lesie bratiańskim masowego mordu blisko 150 przedstawicieli polskiej elity intelektualnej i politycznej z ziemi lubawskiej.
- 16 października – w Lesie Szpęgawskim pod Starogardem Gdańskim hitlerowcy rozstrzelali 47 polskich księży.
- 18 października – publiczna egzekucja ks. Romana Pawłowskiego na placu św. Józefa w Kaliszu[5].
- 21 października – Niemcy dokonali egzekucji zakładników w Lesznie, Śremie, Osiecznej, Włoszakowicach, Gostyniu, Krobi i Poniecu.
- 22 października – na okupowanych terenach wschodniej Polski władze radzieckie zorganizowały sfałszowane wybory do zgromadzeń ludowych Zachodniej Białorusi i Zachodniej Ukrainy.
- 26 października:
  - weszły w życie dekrety Hitlera o zastąpieniu administracji wojskowej okupowanej Polski przez administrację cywilną, była to równocześnie oficjalna proklamacja Generalnego Gubernatorstwa. Urząd Generalnego Gubernatora objął Hans Frank (były minister sprawiedliwości III Rzeszy).
  - ZSRR przekazał Litwie Wilno, które stało się stolicą Republiki Litewskiej.
- 26–28 października – w gmachu Teatru Wielkiego we Lwowie obradowało Zgromadzenie Narodowe Ukrainy Zachodniej, które przegłosowało rezolucję w sprawie przyłączenia Lwowa i Ukrainy Zachodniej do Ukraińskiej SRR.
- 27 października – Niemcy aresztowali prezydenta Warszawy Stefana Starzyńskiego.
- 28 października – w podtoruńskiej Barbarce Niemcy przeprowadzają pierwszą zbiorową egzekucję polskich więźniów, ginie 130 osób.
- 30 października – III Rzesza i Związek Radziecki dokonały ostatecznego podziału Polski.
- 6 listopada – początek Sonderaktion Krakau, niemieckiej akcji skierowanej przeciwko inteligencji krakowskiej.
- 7 listopada – Władysław Sikorski mianowany został Naczelnym Wodzem i Generalnym Inspektorem Sił Zbrojnych.
- 9 listopada:
  - druga akcja pacyfikacyjna elity intelektualnej Krakowa, aresztowano około 120 osób (Zweite Sonderaktion Krakau).
  - rozpoczęła się akcja pacyfikacyjna elity intelektualnej Lublina – Sonderaktion Lublin.
  - rozpoczęła się akcja pacyfikacyjna elity intelektualnej Łodzi – Intelligenzaktion Litzmannstadt.
  - w Warszawie została założona Tajna Armia Polska.
- 11 listopada – Niemcy aresztowali profesorów Katolickiego Uniwersytetu Lubelskiego.
- 13 listopada – utworzenie Związku Walki Zbrojnej w miejsce dotychczasowej Służby Zwycięstwu Polski. Na czele ZWZ stanął gen. broni Kazimierz Sosnkowski, przebywający wówczas we Francji.
- 22 listopada – Rząd RP na uchodźstwie przeniósł się z Paryża do Angers.
- 24 listopada – Niemcy przekazały Słowacji Spisz i Orawę (zarówno obszary odebrane Czechosłowacji przez Polskę w 1938, jak i te, które od 1920 należały do II RP).
- 30 listopada – wydany został dziennik rozporządzeń Generalnego Gubernatora dla okupowanych terenów polskich, w którym to dokumencie, gubernator Hans Frank nakazał nosić białą opaskę szerokości co najmniej 10 cm, z gwiazdą Dawida na prawym rękawie ubrania, od 1 grudnia 1939 roku, wszystkim Żydom powyżej 10 roku życia, przebywającym w Generalnym Gubernatorstwie.
- 1 grudnia:
  - okupacyjne władze niemieckie w Warszawie wydały rozporządzenie o noszeniu przez wszystkich Żydów opasek z Gwiazdą Dawida.
  - rozpoczął się marsz śmierci z Chełma do Hrubieszowa, w którego trakcie kawalerzyści SS zamordowali kilkuset Żydów.
- 11 grudnia – Niemcy przeprowadzili pierwszą egzekucję w lesie Buczyna pod Zbylitowską Górą.
- 14 grudnia – w Bydgoszczy powstał pierwszy niemiecki teatr w okupowanej Polsce.
- 15 grudnia:
  - został zlikwidowany Uniwersytet Wileński.
  - powołano Bank Emisyjny w Polsce, instytucję emitującą pieniądze w Generalnym Gubernatorstwie.
- 17 grudnia – powołano Policję Polską Generalnego Gubernatorstwa.
- 18 grudnia:
  - zbrodnia w Bochni: 52 mieszkańców miasta i okolic zostało rozstrzelanych przez hitlerowców, w odwecie za atak na miejscowy posterunek policji, przeprowadzony dwa dni wcześniej przez dwóch członków Organizacji Orła Białego.
  - deklaracja polskich władz emigracyjnych, prezentująca cele wojny.
- 23 grudnia – hitlerowcy rozstrzelali w Lublinie 10 przedstawicieli miejscowej inteligencji i duchowieństwa.
- 24 grudnia – hitlerowcy spalili synagogę w Siedlcach.
- 25 grudnia – hitlerowcy spalili Nową Synagogę w Częstochowie.
- 26/27 grudnia – zbrodnia w Wawrze pod Warszawą. W nocy, w odwecie za śmierć dwóch niemieckich żołnierzy zabitych przez kryminalistów, Niemcy rozstrzelali 107 mieszkańców Wawra i Anina.

## 1940
- 6 stycznia – w Poznaniu hitlerowcy przeprowadzili masową egzekucję Polaków.
- 12 stycznia – akcja T4: żandarmeria niemiecka rozstrzelała 440 pacjentów szpitala psychiatrycznego w Chełmie.
- 21/22 stycznia – w nocy wybuchło powstanie czortkowskie, skierowane przeciwko sowieckim wojskom okupacyjnym w Czortkowie w województwie tarnopolskim.
- 24 stycznia – w Tczewie hitlerowcy rozstrzelali 13 zakładników w odwecie za rzekome podpalenie warsztatów samochodowych przez polski ruch oporu.
- 6 lutego – przedstawiony został tzw. Plan Pabsta, przewidujący 10-krotne zmniejszenie i przebudowę Warszawy.
- 8 lutego:
  - w Łodzi hitlerowcy utworzyli getto dla ludności żydowskiej, pierwsze getto na okupowanych ziemiach polskich.
  - po międzynarodowych protestach Niemcy zwolnili 101 osób aresztowanych podczas Sonderaktion Krakau.
- 10 lutego – pierwsza sowiecka masowa deportacja na Syberię i do Kazachstanu ludności polskiej z terenów zajętych po 17 września 1939 przez Armię Czerwoną. Kolejne masowe deportacje w roku 1940 odbyły się w nocy z 12 na 13 kwietnia i z 28 na 29 czerwca. Deportacja objęła głównie urzędników państwowych, właścicieli ziemskich i osadników wojskowych. Usuwanie ludności polskiej przez reżim sowiecki prowadzone było etapami aż do lata 1941 roku i przerwane zostało najazdem Niemiec na ZSRR.
- 12 lutego – na cmentarzu żydowskim w Lublinie hitlerowcy rozstrzelali 180 Żydów.
- 17 lutego – Niemcy zniszczyli pomnik Tadeusza Kościuszki na Wawelu.
- 23 lutego – komisarzem miasta Krakowa z nadania okupacyjnych władz niemieckich został Karl Schmid.
- 26 lutego:
  - utworzono Polityczny Komitet Porozumiewawczy.
  - w odwecie za zabicie przez nieznanych sprawców niemieckiego burmistrza Legionowa, hitlerowcy rozstrzelali w Palmirach blisko 190 osób, głównie mieszkańców Legionowa i pobliskich miejscowości.
- 27 lutego – w lesie niedaleko wsi Dąbrowice hitlerowcy zamordowali 35 Polaków, przywiezionych z więzienia sądowego w Koninie.
- 6 marca – Gestapo aresztowało w Toruniu przywódców Polskiej Akcji Niepodległościowej.
- 13–15 marca – akcja T4: hitlerowcy zamordowali około 500 pacjentów obecnego szpitala psychiatrycznego im. J. Babińskiego w Łodzi.
- 22 marca:
  - w Warszawie i Krakowie rozpoczęły się zajścia antyżydowskie znane jako pogrom wielkanocny.
  - w niemieckim obozie koncentracyjnym Stutthof rozstrzelano 66 osób, m.in.: Mariana Góreckiego, Bronisława Komorowskiego i Tadeusza Ziółkowskiego.
- 28 marca – w Warszawie został aresztowany przez Gestapo Janusz Kusociński.
- 30 marca – zwycięstwo Oddziału Wydzielonego Wojska Polskiego majora „Hubala” w starciu z Niemcami pod Huciskiem.
- 2 kwietnia – w odwecie za zabicie dwóch żołnierzy niemieckich rozstrzelano w Palmirach około 100 osób (w tym 27 kobiet), przywiezionych z Pawiaka i więzienia mokotowskiego.
- 2–4 kwietnia – akcja T4: hitlerowcy wymordowali 499 pacjentów szpitala psychiatrycznego w Warcie koło Sieradza.
- 4 kwietnia – w pierwszej masowej egzekucji na poligonie w Firleju pod Radomiem zostało rozstrzelanych 145 chłopów.
- 7 kwietnia – Niemcy przeprowadzają pacyfikacje wsi Adamów i Królewiec, mordując 83 osoby.
- 11 kwietnia:
  - Ostatni etap tzw. pacyfikacji „hubalowskich”. Niemcy doszczętnie palą wsie Gałki, Hucisko i Skłoby. Zamordowanych zostaje około 300 Polaków, w tym 265 mężczyzn ze Skłobów.
  - Łódź została przemianowana na Litzmannstadt.
- 14 kwietnia:
  - druga deportacja Polaków z terenów zajętych przez ZSRR.
  - w okolicach Serokomli koło Łukowa oddziały niemieckie, w odwecie za zabicie pięcioosobowej rodziny niemieckiego kolonisty, przeprowadziły obławę w trakcie której schwytano, a następnie rozstrzelano we wsi Józefów Duży 217 osób.
- 20 kwietnia:
  - powstał Związek Odwetu, organizacja sabotażowo-dywersyjna Związku Walki Zbrojnej.
  - w Krakowie powstał Instytut Prac Niemieckich Na Wschodzie (IDO), mający dokumentować domniemany niemiecki charakter ziem polskich.
- 21 kwietnia – utworzono Komitet Porozumiewawczy Organizacji Niepodległościowych.
- 27 kwietnia – Reichsführer-SS Heinrich Himmler wydał inspektorowi obozów koncentracyjnych Oberführerowi Richardowi Glücksowi rozkaz założenia w Oświęcimiu obozu koncentracyjnego. W ten sposób rozpoczęła się historia zespołu niemieckich obozów koncentracyjnych, Auschwitz-Birkenau.
- 30 kwietnia – pod Anielinem koło Tomaszowa Mazowieckiego zginął w walce z żołnierzami 327 niemieckiej Dywizji Piechoty legendarny dowódca Oddziału Wydzielonego WP major Henryk Dobrzański „Hubal”.
- 2 maja – do obozu koncentracyjnego w Sachsenhausen wyjechał pierwszy transport więźniów z więzienia Pawiak w Warszawie.
- 3 maja – hitlerowcy utworzyli getto w Tomaszowie Mazowieckim.
- 13 maja – z Oflagu II B Arnswalde w Choszcznie uciekło kanałami centralnego ogrzewania 22 polskich oficerów. Schwytano 17 z nich, a 5 przedostało się do Warszawy.
- 20 maja – Niemcy rozpoczęli budowę obozu koncentracyjnego Auschwitz w Oświęcimiu, największego niemieckiego obozu koncentracyjnego na ziemiach polskich.
- 30 maja – 51 mieszkańców Rudna (powiat parczewski) zostało rozstrzelanych przez Niemców.
- 31 maja – w Parku Łazienkowskim w Warszawie wysadzony w powietrze został przez okupantów niemieckich pomnik Fryderyka Chopina i wywieziony na złom.
- 12 czerwca – na Stadionie Leśnym w Kielcach Niemcy rozstrzelali 63 Polaków z miejscowego więzienia.
- 13 czerwca – namiestnik Rzeszy w Kraju Warty (Wielkopolska) Arthur Greiser zakazał Polakom uprawiania wędkarstwa.
- 14 czerwca – do obozu koncentracyjnego Auschwitz dotarł z Tarnowa pierwszy masowy transport 728 mężczyzn, w większości polskich więźniów politycznych.
- 15 czerwca – Niemcy utworzyli getto żydowskie w Kutnie.
- 20–21 czerwca – miała miejsce największa i najgłośniejsza ze wszystkich egzekucji przeprowadzonych w Palmirach. W ramach Akcji AB, trzema transportami wywieziono na śmierć 358 więźniów Pawiaka, w tym wielu przedstawicieli polskiej elity politycznej, intelektualnej, sportowej i kulturalnej. Zginęli m.in. Maciej Rataj, Mieczysław Niedziałkowski i Janusz Kusociński.
- 27 czerwca – Akcja AB: w lesie koło wsi Lubzina pod Ropczycami Niemcy rozstrzelali dużą grupę więźniów politycznych przywiezionych z więzienia na zamku w Rzeszowie (źródła podają liczbę 83 lub 104 osób). Wśród ofiar było m.in. 42 członków podziemnych organizacji młodzieżowych.
- 28 czerwca – w lesie pod wsią Olsztyn koło Częstochowy Niemcy rozstrzelali 14 polskich więźniów politycznych.
- 29 czerwca:
  - w ramach Akcji AB Niemcy rozstrzelali 760 Polaków w lesie Brzask niedaleko Skarżyska-Kamiennej.
  - Akcja AB: rozpoczęły się masowe egzekucje w Rurach Jezuickich pod Lublinem.
- 3 lipca – w Warszawie utworzono Zbiorową Delegaturę Rządu RP Na Kraj na czele z Tymczasowym Delegatem Rządu Na Kraj, pułkownikiem Janem Skorobohatym-Jakubowskim.
- 5 lipca – Akcja AB: na zboczach góry Gruszka pod Tarnawą Dolną funkcjonariusze niemieckiej policji porządkowej dokonali masowej egzekucji 112 polskich więźniów z Sanoka.
- 31 lipca – akcja pacyfikacyjna w Olkuszu, przeprowadzona w odwecie za śmierć niemieckiego żandarma.
- 2 sierpnia – do obozu koncentracyjnego Gross Rosen przybył pierwszy transport więźniów.
- 5 sierpnia – podpisano brytyjsko-polską umowę wojskową.
- 15 sierpnia:
  - do obozu koncentracyjnego Auschwitz przywieziono pierwszy transport więźniów z Warszawy. Było w nim 513 więźniów z Pawiaka oraz 1153 schwytanych w łapankach ulicznych.
  - ukazało się pierwsze wydanie Biuletynu Żołnierskiego.
- 17 sierpnia – zniszczenie przez hitlerowców pomnika Adama Mickiewicza w Krakowie.
- 19 września – Witold Pilecki pozwolił się aresztować Niemcom w łapance ulicznej, by dostać się w celach wywiadowczych do obozu koncentracyjnego Auschwitz.
- 22 września – do obozu koncentracyjnego Auschwitz przywieziono więźniów z tzw. drugiego transportu warszawskiego.
- 1 października – gubernator Generalnego Gubernatorstwa Hans Frank wydał rozkaz otoczenia murem dzielnicy żydowskiej w Warszawie.
- 2 października – hitlerowcy utworzyli getto w Warszawie.
- 16 października – zostało oficjalnie utworzone getto w Warszawie.
- 16 listopada – Niemcy zamknęli granice warszawskiego getta.
- 22 listopada – pierwsza egzekucja przez rozstrzelanie w obozie koncentracyjnym Auschwitz. Zabito 40 Polaków.
- 3 grudnia – Cyryl Ratajski został wybrany Delegatem Rządu Na Kraj.
- 15 grudnia – Niemcy utworzyli getto w Tomaszowie Mazowieckim.
- 27 grudnia – utworzono Organizację Małego Sabotażu „Wawer”.

## 1941
- 15 lutego – dokonano pierwszego zrzutu cichociemnych; wskutek błędu nawigatora oraz braku paliwa spadochroniarze zostali zrzuceni nie jak planowano pod Włoszczową, ale w Dębowcu na Śląsku Cieszyńskim.
- 17 lutego – Maksymilian Maria Kolbe został aresztowany przez Gestapo.
- 26 lutego – hitlerowcy zlikwidowali getto w Górze Kalwarii.
- 3 marca – hitlerowcy utworzyli getto żydowskie w Krakowie.
- 4 marca – na terenach polskich anektowanych przez III Rzeszę wprowadzono volkslistę.
- 7 marca – w Warszawie z wyroku sądu podziemnego, który uznał go za agenta niemieckiego, w swoim mieszkaniu przy ul. Mazowieckiej 10 został zastrzelony aktor Igo Sym.
- 11 marca – w odwecie za zlikwidowanie przez żołnierzy ZWZ kolaboranta Igo Syma hitlerowcy rozstrzelali w Palmirach 21 więźniów Pawiaka.
- 24 marca – niemieccy okupanci utworzyli getto w Lublinie.
- 31 marca – Niemcy utworzyli getto w Kielcach.
- Kwiecień – komisarzem miasta Krakowa z nadania okupacyjnych władz niemieckich został Rudolf Pavlu.
- 1 kwietnia – w Palmirach hitlerowcy rozstrzelali 20 osób przywiezionych z Łowicza.
- 3 kwietnia – hitlerowcy utworzyli getto radomskie.
- 5 kwietnia – w Kielcach okupanci niemieccy utworzyli getto dla Żydów.
- 6 kwietnia – Niemcy utworzyli getto w Opatowie.
- 8 kwietnia – Władysław Bartoszewski został zwolniony z KL Auschwitz.
- 9 kwietnia – hitlerowcy utworzyli getto w Częstochowie.
- 27 kwietnia – w miejsce Uniwersytetu Poznańskiego utworzono Reichsuniversität Posen.
- 1 maja – na Stadionie Miejskim przy ul. Dolna Wilda w Poznaniu hitlerowcy założyli obóz pracy dla Żydów.
- 20 maja – władze niemieckie zezwoliły na otwarcie trzech warszawskich synagog.
- 12 czerwca – w Palmirach Niemcy rozstrzelali 30 więźniów Pawiaka, wśród zamordowanych Polaków byli m.in. poeta, krytyk literacki i wydawca Witold Hulewicz; działacz ruchu narodowego i dziennikarz Stanisław Piasecki oraz publicysta i działacz ruchu syndykalistycznego Jerzy Szurig.
- 22 czerwca:
  - hitlerowskie Niemcy zaatakowały ZSRR przekraczając linię graniczną ustaloną w pakcie Ribbentrop-Mołotow.
  - żołnierze wojsk ochrony pogranicza NKWD zamordowali około 30–34 więźniów w swoim areszcie w Augustowie.
- 23 czerwca:
  - miał miejsce pierwszy sowiecki nalot bombowy na Warszawę.
  - w więzieniu w Łucku NKWD zamordowało blisko 2 tys. Ukraińców i Polaków.
- 23/24 czerwca – w nocy NKWD przystąpiło do mordowania więźniów przetrzymywanych w więzieniach w Dubnie i Oszmianie oraz w areszcie w Sądowej Wiszni.
- 24 czerwca:
  - Adolf Hitler przybył do swej kwatery głównej Wolfsschanze w lesie gierłoskim pod Kętrzynem.
  - Wehrmacht zajął Przemyśl i Wilno.
  - NKWD rozpoczęło ewakuację więzienia w Berezweczu. Jej konsekwencją był „marsz śmierci” do Taklinowa, w którego trakcie zginęło około 1–2 tys. więźniów.
  - NKWD rozpoczęło ewakuację więzienia w Wilejce. Jej konsekwencją był „marsz śmierci” do Borysowa, w którego trakcie zginęło od 500 do 800 więźniów.
- 25–28 czerwca – krwawa masakra we lwowskich więzieniach dokonana przez wycofujących się z miasta Sowietów. Zamordowali oni od 3,5 do 7 tys. więźniów. Podobne zbrodnie miały miejsce w Wilejce i Berezweczu oraz na Wołyniu, m.in. w Łucku. Część Polaków więzionych w Mińsku sowieci zamordowali koło Czerwieni. Mordowano też pacjentów zakładów psychiatrycznych.
- 25 czerwca – NKWD rozpoczęło likwidację więźniów osadzonych w więzieniu w Stryju. W ciągu kilku dni zamordowano od 100 do kilkuset osób.
- 26 czerwca:
  - NKWD przystąpiło do likwidacji więźniów przetrzymywanych w więzieniu w Brzeżanach.
  - NKWD rozpoczęło ostateczną likwidację więźniów przetrzymywanych w Dobromilu.
  - w lesie tarasowskim nieopodal Mińska funkcjonariusze NKWD rozstrzelali około 100 więźniów wyprowadzonych z Wołożyna.
  - żołnierze Wehrmachtu spacyfikowali wieś Słochy Annopolskie, mordując co najmniej 58 osób.
- 27 czerwca – niemiecki 309. batalion policji dokonuje pogromu Żydów w Białymstoku; zamordowano co najmniej 2 tys. osób, z czego około 700–800 spalono żywcem w Wielkiej Synagodze.
- 29 czerwca – Niemcy wkroczyli do Sambora. Na terenie miejscowego więzienia odnaleziono ciała ok. 500–700 więźniów zamordowanych przez NKWD.
- 30 czerwca – wojska hitlerowskie wkroczyły do Lwowa.
- 1 lipca:
  - Niemcy zajęli Borysław. W miejscowym areszcie odnaleźli zwłoki kilkudziesięciu więźniów, których NKWD zamordowało przed opuszczeniem miasta.
  - Niemcy zajęli Złoczów. W więzieniu na zamku Sobieskich odnaleźli zwłoki od 650 do 720 więźniów, których NKWD zamordowało przed opuszczeniem miasta.
- 2 lipca – w zajętej przez Niemców Kamionce Strumiłowej odkryto ciała około 20–32 więźniów zamordowanych przez NKWD przed ewakuacją z miasta.
- 4 lipca – hitlerowcy rozstrzelali we Lwowie grupę 25 polskich profesorów, wśród nich zginął Tadeusz Boy-Żeleński, polski pisarz, publicysta, krytyk literacki, poeta-satyryk.
- 7 lipca – w Radziłowie na Podlasiu doszło do mordu na miejscowej ludności żydowskiej. Zginęło około 800 osób, z czego około 500 spalono żywcem.
- 10 lipca – pogrom ludności żydowskiej w Jedwabnem. Zginęło co najmniej 340 żydowskich mieszkańców miasta, w większości spalonych żywcem w jednej ze stodół. Zbrodnia dokonana została przez polskich mieszkańców miasta.
- 12 lipca – w Białymstoku funkcjonariusze niemieckich 316. i 322. batalionów policji zatrzymali i rozstrzelali około 4–4,5 tys. Żydów.
- 30 lipca: 
  - w Londynie podpisano układ Sikorski-Majski.
  - Brygada Kawalerii SS rozpoczęła akcję eksterminacyjną na bagnach Prypeci.
- 1 sierpnia – na mocy dekretu Hitlera tereny dawnych województw: lwowskiego, tarnopolskiego, stanisławowskiego i wołyńskiego, pod nazwą dystryktu galicyjskiego, weszły w skład Generalnego Gubernatorstwa.
- 12 sierpnia – Sicherheitsdienst z Łucka i ukraińscy schutzmani dokonali mordu 300 Żydów w Horochowie na Wołyniu.
- 13 sierpnia – Brygada Kawalerii SS zakończyła pierwszą fazę akcji eksterminacyjnej na bagnach Prypeci; według oficjalnych meldunków rozstrzelano 13 788 osób, w większości Żydów.
- 14 sierpnia:
  - zawarto radziecko-polską umowę dotyczącą tworzenia polskiej armii na wschodzie – zob. Armia Andersa.
  - w bloku śmierci w obozie koncentracyjnym Auschwitz zmarł franciszkanin Maksymilian Maria Kolbe.
- 14/15 sierpnia – mord w Czarnym Lesie: w nocy z 14 na 15 sierpnia w Czarnym Lesie koło Stanisławowa Niemcy rozstrzelali około ćwierć tysiąca przedstawicieli polskiej inteligencji.
- 3 września – w obozie koncentracyjnym Auschwitz-Birkenau odbyła się pierwsza masowa egzekucja 600 radzieckich jeńców wojennych i 250 chorych na gruźlicę Rosjan przy pomocy wyprodukowanego przez niemiecki koncern IG Farben trującego gazu cyklon B.
- 6 września – utworzono getto w Wilnie.
- 20 września – w lesie pod Niemenczynem koło Wilna hitlerowcy zamordowali około 400 Żydów.
- 23 września – Niemcy przeprowadzili pierwsze egzekucje w komorach gazowych w obozie koncentracyjnym Auschwitz.
- 25 września – hitlerowcy rozstrzelali 575 Żydów w Jaszunach koło Wilna.
- 6 października – hitlerowcy rozstrzelali w Klecku (ob. Białoruś) około 4 tysięcy Żydów.
- 7 października – na poligonie wojskowym pod Nowymi Święcianami członkowie litewskiej formacji kolaboracyjnej Ypatingasis būrys zamordowali ponad 3,7 tys. Żydów ze Święcian i okolic.
- 13 października – Heinrich Himmler, Reichsführer SS i szef Policji Niemieckiej, wydał dowódcy SS i policji w dystrykcie Lublin, Odilo Globocnikowi, rozkaz rozpoczęcia zagłady Żydów w Generalnym Gubernatorstwie („operacja Reinhardt”).
- 15 października – w Generalnym Gubernatorstwie wprowadzono karę śmierci dla Żydów opuszczających teren getta i Polaków udzielających Żydom schronienia.
- 26 października – do kraju powrócił Edward Śmigły-Rydz z zamiarem rozbudowania organizacji Obóz Polski Walczącej i podjęcia walki z okupantem niemieckim.
- 29 października – marszałek Edward Śmigły-Rydz przybył w ukryciu do Warszawy, gdzie zamieszkał pod przybranym nazwiskiem Adam Zawisza przy ul. Sandomierskiej 18, w domu generałowej Jadwigi Maksymowicz-Raczyńskiej.
- Listopad – Niemcy utworzyli obóz koncentracyjny w Lublinie na Majdanku.
- 1 listopada – Niemcy utworzyli obóz janowski we Lwowie.
- 23 listopada – w odwecie za wysłanie anonimu z groźbami do władz niemieckich, przed kościołem na poznańskich Krzesinach ciężko pobito spędzonych tam Polaków z Krzesin, Krzesinek i Szczepankowa.
- 4 grudnia – władze hitlerowskie wydały rozporządzenie o utworzeniu sądów doraźnych dla Polaków i Żydów, na terenach zaanektowanych do III Rzeszy.
- 8 grudnia – Niemcy utworzyli obóz zagłady Kulmhof w Chełmnie nad Nerem.
- 11 grudnia – Polska wypowiedziała wojnę Japonii.
- 16 grudnia – hitlerowcy utworzyli getto w Brześciu nad Bugiem.
- 17 grudnia – hitlerowcy utworzyli getto w Rzeszowie.
- 18 grudnia – Gestapo aresztowało 456 żołnierzy Inspektoratu Katowickiego ZWZ. Trzech zabito podczas akcji, a większość pozostałych zginęła później w obozach i egzekucjach.
- 27/28 grudnia – w Polsce wylądowała tzw. grupa inicjatywna działaczy komunistycznych, m.in. Paweł Finder, Bolesław Mołojec i Marceli Nowotko. Przed zrzutem członkowie grupy przeszli przeszkolenie w specjalnym ośrodku NKWD w miejscowości Puszkino pod Moskwą.

## 1942
- 5 stycznia – na polecenie Stalina została założona Polska Partia Robotnicza, utworzyli ją polscy komuniści z tzw. Grupy Inicjatywnej przerzuceni z Moskwy drogą powietrzną.
- 6 stycznia – na zebraniu kierownictwa Związku Walki Wyzwoleńczej z udziałem mjr. Bolesława Mołojca, odpowiedzialnego z ramienia Sekretariatu Komitetu Centralnego PPR za sprawy wojskowe, podjęto decyzję o powołaniu organizacji zbrojnej Gwardii Ludowej, ustalono zasady formowania i dowodzenia. Do marca powstały pierwsze struktury Gwardii Ludowej.
- 23 stycznia – w wileńskim getcie powstała Zjednoczona Organizacja Partyzancka.
- 12 lutego – Maciej Aleksy Dawidowski (ps. Alek) zerwał i ukrył płytę z niemieckim napisem z pomnika Mikołaja Kopernika w Warszawie.
- 14 lutego – przekształcono Związek Walki Zbrojnej w Armię Krajową. Na jej czele stanął gen. Stefan „Grot” Rowecki.
- 21/22 lutego – akcja „Bollwerk”: w nocy, 12 żołnierzy AK i 5 mieszkańców Chwaliszewa podpaliło niemieckie magazyny w porcie rzecznym w Poznaniu, w których znajdowała się żywność i mundury.
- 2 marca – egzekucje pierścienia warszawskiego: z Warszawy wywieziono na egzekucję grupę 100 polskich więźniów politycznych. Prawdopodobnie zostali oni tego samego dnia rozstrzelani przez Niemców na terenie obozu pracy Treblinka I.
- 6 marca – żołnierz AK Józef Mierzyński zastrzelił w Zgierzu w obronie własnej dwóch gestapowców. W odwecie 20 marca hitlerowcy rozstrzelali w mieście 100 Polaków przywiezionych z łódzkich więzień.
- 7 marca – w Bełchatowie hitlerowcy zamordowali 4 żołnierzy AK.
- 16 marca – hitlerowcy rozpoczęli likwidację lubelskiego getta (akcja Reinhardt).
- 17 marca – w obozie zagłady Bełżcu zagazowano 3000 osób.
- 18 marca – w odwecie za zabicie niemieckiego żandarma hitlerowcy dokonali egzekucji 16 Polaków i 16 Żydów, mieszkańców Kazanowa i okolic w powiecie zwoleńskim.
- 20 marca:
  - egzekucja 100 Polaków w Zgierzu – największa publiczna egzekucja w okupowanej Polsce.
  - na murach Warszawy po raz pierwszy pojawił się Znak Polski Walczącej.
- 23 marca – pierwsza „akcja” deportacyjna w getcie w Piaskach. Z miasteczka, a także z sąsiednich Biskupic i Trawnik Niemcy wywieźli do obozu zagłady w Bełżcu około 3,3 tys. Żydów.
- 24 marca:
  - hitlerowcy rozstrzelali mieszkańców i personel Żydowskiego Domu Starców i Sierot w Lublinie.
  - z getta tranzytowego w Izbicy Niemcy wywożą do obozu zagłady w Bełżcu około 2,2 tys. Żydów.
- 27 marca – Niemcy wymordowali wszystkich pacjentów i część personelu Szpitala Żydowskiego w Lublinie.
- 28 marca – utworzono Gwardię Ludową – zbrojną organizację PPR (decyzję antydatowano na 6 stycznia 1942).
- 2 kwietnia – w Warszawie ukazało się pierwsze wydanie konspiracyjnego miesięcznika literackiego Sztuka i Naród.
- 7 kwietnia – z getta w Rejowcu w ramach pierwszej „akcji” deportacyjnej wywieziono do obozu zagłady w Sobiborze ponad 2 tys. Żydów, a około dwustu zastrzelono na miejscu.
- 15 kwietnia – w kamieniołomach w krakowskiej dzielnicy Podgórze Niemcy utworzyli obóz pracy „Liban”.
- 11 maja – około 120 Żydów zostało zastrzelonych przez trzech Niemców w getcie w Józefowie (powiat biłgorajski) i pobliskim kamieniołomie.
- 12 maja – w obozie koncentracyjnym w Auschwitz-Birkenau dokonano pierwszej masowej zagłady więźniów przy pomocy gazu.
- 15 maja – w Klewaniu na Wołyniu oddziały niemieckie i ukraińskie rozstrzelały wszystkich miejscowych Żydów (ok. 1500 osób).
- 16 maja – z obozu koncentracyjnego Auschwitz (w Oświęcimiu) udała się ucieczka dwóch więźniów zorganizowana przez Armię Krajową w celu przedstawienia kierownictwu polskiego ruchu oporu w Warszawie szczegółowych sprawozdań na temat obozu.
- 19 maja – kilka osób zostało rannych w zamachu bombowym na kasyno przy alei Szucha w Warszawie, wymierzonym w osoby kolaborujące z Niemcami.
- 20 maja – w odwecie za zabicie trzech Niemców rozstrzelano około 400 mieszkańców Święcian i okolic na Wileńszczyźnie.
- 25 maja – 270 Żydów zostało rozstrzelanych w Kiwercach na Wołyniu przez niemieckie SD i żandarmerię oraz policję ukraińską.
- 26 maja – w Wereszczynie na Lubelszczyźnie Niemcy rozstrzelali około 300 Żydów.
- 28 maja – w lesie koło Magdalenki Niemcy dokonali egzekucji 223 więźniów z Pawiaka.
- 3 czerwca – Niemcy zlikwidowali getto w Przemyślu.
- 3–5 czerwca – Niemcy rozstrzelali 6–8 tys. Żydów z jednego z dwóch gett w Kowlu w dawnym województwie wołyńskim.
- 8/9 czerwca – w nocy w okolicy osady Kamienna Karczma na Pomorzu członkowie polskiego ruchu oporu z Tajnej Organizacji Wojskowej „Gryf Pomorski” dokonali zamachu na pociąg, którym miał jechać Adolf Hitler. Ponieważ plan podróży Hitlera został przez niego zmieniony w ostatniej chwili, zamachowcy wysadzili w powietrze inny skład.
- 10 czerwca:
  - około 50 więźniów podjęło próbę ucieczki z obozu Auschwitz-Birkenau, która powiodła się dziewięciu z nich, m.in. aktorowi Augustowi Kowalczykowi.
  - Niemcy rozpoczęli likwidację getta w Olkuszu. W ciągu pięciu dni w dwóch transportach wywieziono do obozu Auschwitz-Birkenau około 3 tys. Żydów.
- 15 czerwca – Niemcy utworzyli getto żydowskie w Staszowie.
- 16 czerwca – w odwecie za ostrzelanie przez partyzantkę sowiecką niemieckiego samochodu osobowego, Niemcy dokonali pacyfikacji wsi Rajsk w gminie Bielsk Podlaski, zabijając 149 osób.
- 17 czerwca – Niemcy zlikwidowali po walce należącą do NSZ drukarnię „Szaniec” przy ul. Przemysłowej w Warszawie.
- 22 czerwca – w Lutowiskach w Bieszczadach gestapowcy i funkcjonariusze Ukraińskiej Policji Pomocniczej rozstrzelali około 650 Żydów.
- 24 czerwca – Niemcy wymordowali we Lwowie 6–8 tys. Żydów mieszkających poza granicami getta.
- 7 lipca – na Przełęczy Hałbowskiej w Beskidzie Niskim Niemcy rozstrzelali 1250 Żydów z Nowego Żmigrodu.
- 19 lipca – Heinrich Himmler, reichsführer SS i szef niemieckiej policji wydał rozkaz przesiedlenia całej ludności żydowskiej Generalnego Gubernatorstwa w terminie do 31 grudnia 1942 r.
- 21 lipca – w warszawskim getcie zostali zamordowani przez gestapo kolekcjoner i antykwariusz Abe Gutnajer z całą rodziną oraz lekarz, chirurg Franciszek Raszeja przybyły do chorego z „aryjskiej strony”.
- 22 lipca – rozpoczęcie wielkiej akcji deportacyjnej w getcie warszawskim.
- 23 lipca:
  - w nowo zbudowanym obozie zagłady w Treblince zginęło w komorach gazowych 6250 żydowskich mężczyzn, kobiet i dzieci.
  - nazajutrz po rozpoczęciu likwidacji warszawskiego getta popełnił samobójstwo inżynier Adam Czerniaków, prezes Judenratu.
- 28 lipca – w warszawskim getcie powstała Żydowska Organizacja Bojowa.
- 5 sierpnia:
  - Niemcy zlikwidowali warszawski Dom Sierot prowadzony przez Janusza Korczaka.
  - Jan Piekałkiewicz został Delegatem Rządu na Kraj.
- 9 sierpnia – największa „akcja” deportacyjna w getcie w Rejowcu; blisko 2,5 tys. Żydów wywieziono do obozu zagłady w Sobiborze, a wielu innych zastrzelono na miejscu.
- 11 sierpnia:
  - Niemcy rozpoczęli likwidację bełchatowskiego getta.
  - we wsi Jasienica Rosielna na Podkarpaciu gestapowcy i własowcy dokonali mordu około tysiąca Żydów.
- 13 sierpnia – w lesie koło wsi Tylawa hitlerowcy rozstrzelali 500 Żydów z Dukli, Jaślisk i Rymanowa.
- 18 sierpnia – Niemcy zakończyli likwidację radomskiego getta.
- 19 sierpnia – likwidacja przez Niemców getta w Otwocku przyniosła śmierć kilku tysiącom przebywających tam Żydów. Jedna z nielicznych ocalałych, Izabela Gelbard po latach opisała te wydarzenia w powieści Ocalił mnie kowal.
- 20 sierpnia – Niemcy zlikwidowali getto w Falenicy.
- 30 sierpnia – hitlerowcy zlikwidowali getto w Nowym Targu.
- 20 września – w wyniku rozłamu w Narodowej Organizacji Wojskowej powstały Narodowe Siły Zbrojne.
- 22 września – początek likwidacji przez Niemców getta w Częstochowie.
- 23 września – Niemcy zlikwidowali getto w Szydłowcu.
- 27 września – powołano Tymczasowy Komitet Pomocy Żydom.
- 7/8 października – grupy dywersyjne Armii Krajowej przeprowadziły w rejonie Warszawy akcję „Wieniec”.
- 18 października – „czarny dzień Izbicy”: w tamtejszym getcie tranzytowym rozpoczyna się akcja deportacyjna, podczas której Niemcy wywożą do obozów zagłady w Bełżcu i Sobiborze około 5 tys. Żydów, a kolejnych kilkuset rozstrzeliwują na miejscu.
- 24 października:
  - Gwardia Ludowa dokonała pierwszego zamachu bombowego na Café Club.
  - obrzucono granatami niemiecką restaurację „Mitropa” na Dworcu Głównym i drukarnię gadzinowego dziennika „Nowy Kurier Warszawski”.
- 30 października–1 listopada – Niemcy zlikwidowali getto w Tomaszowie Mazowieckim.
- 2 listopada – rozpoczyna się ostateczna likwidacja getta tranzytowego w Izbicy; Niemcy wywożą do obozu zagłady w Sobiborze około 1750 Żydów, kolejnych 1–2 tys. rozstrzeliwują na miejscowym cmentarzu żydowskim.
- 8 listopada – likwidacja getta w Piaskach; około 2 tys. Żydów zostaje wywiezionych przez Niemców do obozu zagłady w Sobiborze, nawet drugie tyle rozstrzelano na miejscowym kirkucie.
- 9 listopada – Niemcy zlikwidowali getto w Lublinie, na terenie dzisiejszej dzielnicy Węglin.
- 27 listopada – Niemcy rozpoczęli wysiedlanie polskiej ludności z Zamojszczyzny w ramach Generalplan Ost.
- 4 grudnia:
  - przy Delegaturze Rządu na Kraj powstała organizacja społeczna Rada Pomocy Żydom „Żegota”, której zadaniem była pomoc Żydom oraz prowadzenia akcji propagandowo-informacyjnych w związku z ich eksterminacją.
  - we wsiach Pantalowice i Hadle Szklarskie niemieccy żandarmi zamordowali dziewięciu Polaków pomagających Żydom.
- 6 grudnia – w Starym Ciepielowie i Rekówce niemieccy żandarmi zamordowali 33 osoby, w tym pięć polskich rodzin podejrzewanych o ukrywanie Żydów.
- 7 grudnia – we wsi Świesielice niemieccy żandarmi zamordowali 14 Polaków.
- 11 grudnia – Niemcy dokonali masakry co najmniej 164 mieszkańców wsi Kitów na Zamojszczyźnie.
- 14 grudnia – Antoni Kasztelan, polski oficer kontrwywiadu, został stracony przez Niemców wbrew konwencjom genewskim.
- 18 grudnia – prezydent RP na uchodźstwie Władysław Raczkiewicz wystosował dramatyczny list do papieża Piusa XII, błagając go o publiczną obronę mordowanych Polaków i Żydów.
- 20 grudnia – w odwecie za pomoc udzieloną przez mieszkańców ruchowi oporu Niemcy dokonali pacyfikacji wsi Rachodoszcze w powiecie zamojskim, zabijając 46 osób.
- 22 grudnia – członkowie komórki krakowskiej Żydowskiej Organizacji Bojowej obrzucili granatami kawiarnię Cyganeria (wówczas „tylko dla Niemców”), w wyniku czego zginęło według różnych szacunków od 7 do 10 niemieckich oficerów.
- 24 grudnia – około 60 Polaków zostało zamordowanych przez ukraińskich nacjonalistów we wsi Połonka na Wołyniu.
- 29 grudnia – hitlerowcy dokonali pacyfikacji wsi Białowola na Zamojszczyźnie, mordując 51 mieszkańców.
- 30 grudnia – pierwsza Kadrowa Kompania Batalionów Chłopskich oraz oddział partyzantów radzieckich stoczyły pod Wojdą na Zamojszczyźnie pierwszą w Polsce bitwę partyzancką z niemiecką ekspedycją karną.
- 31 grudnia – akcja wysadzenia niemieckiego pociągu z amunicją pod Kraśnikiem wykonana przez Grupy Szturmowe Szarych Szeregów

## 1943
- 2 stycznia – niemieccy żandarmi zamordowali w kolonii Boiska dwie polskie rodziny udzielające pomocy Żydom.
- 13 stycznia – hitlerowcy zlikwidowali getto żydowskie w Szydłowcu.
- 17 stycznia – zamachy Gwardii Ludowej na kina dla Niemców w Warszawie.
- 18 stycznia:
  - początek drugiej akcji deportacyjnej w getcie warszawskim i pierwsze walki żydowskiej samoobrony pod dowództwem Mordechaja Anielewicza.
  - oddział Jana Piwnika „Ponurego” rozbił niemieckie więzienie w Pińsku.
- 22 stycznia – generał Stefan Rowecki wydał rozkaz o utworzeniu Kedywu AK.
- 25/26 stycznia – powstanie zamojskie: polscy partyzanci stoczyli w nocy bitwę z osiedleńcami niemieckimi we wsi Cieszyn, zabijając 160 z nich.
- 28 stycznia – niemiecka żandarmeria rozpoczęła dwudniową pacyfikację wsi Dzierążnia na Zamojszczyźnie, w której zginęło ponad 60 mieszkańców.
- 29 stycznia:
  - niemiecka żandarmeria spacyfikowała wsie Budy i Huta Dzierążyńska na Zamojszczyźnie, mordując 71 osób.
  - niemiecka żandarmeria spacyfikowała wieś Sumin na Zamojszczyźnie, mordując około 50 osób, w większości Ukraińców.
- 1 lutego – powstanie zamojskie: partyzanci z Batalionów Chłopskich rozbili w bitwie pod Zaborecznem niemiecki oddział mający dokonać pacyfikacji wsi.
- 3 lutego – gubernator Hans Frank wprowadził trzydniową żałobę po klęsce wojsk niemieckich pod Stalingradem.
- 4 lutego – porażka oddziału AK w bitwie pod Lasowcami na Zamojszczyźnie.
- 5 lutego:
  - około 30 osób zginęło w spacyfikowanej przez hitlerowców wsi Lendo Wielkie na Lubelszczyźnie.
  - w Szczecinie i prowincji Pomorze Gestapo aresztowało pod zarzutem szpiegostwa na rzecz aliantów 40 katolików, w tym 11 księży.
- 9 lutego – oddział UPA dokonał mordu polskiej ludności we wsi Parośla I na Wołyniu.
- 23 lutego – oddział Gwardii Ludowej opanował Głogów Małopolski.
- 24 lutego – w ramach represji za pomoc udzielaną Żydom okupanci niemieccy spacyfikowali wieś Paulinów, mordując 11 Polaków oraz trzech uciekinierów korzystających z ich wsparcia.
- 7 marca – około 130 osób zginęło w czasie pacyfikacji wsi Kaszyce na Podkarpaciu przez oddziały niemiecko-ukraińskie.
- 9 marca – Adolf Hitler zalegalizował aborcję na ziemiach polskich.
- 12 marca – oddział partyzancki „Jędrusie” i miejscowa placówka AK rozbiły więzienie w Opatowie i uwolniły około 80 więźniów.
- 15 marca – w Siedliskach pod Miechowem Niemcy zamordowali rodzinę Baranków oraz czterech ukrywanych przez nią Żydów.
- 18 marca:
  - Kierownictwo Walki Cywilnej ogłosiło, że szmalcownictwo będzie karane śmiercią.
  - w wyniku niemieckiej pacyfikacji zginęło około 200 mieszkańców Różańca (powiat biłgorajski).
- 21 marca – utworzona została Krajowa Reprezentacja Polityczna (KRP), organ reprezentujący w kraju główne siły polityczne Polski Podziemnej.
- 22 marca – Niemiecka policja rozstrzelała w Bodzechowie na Kielecczyźnie 130 Żydów.
- 26 marca – w Warszawie miała miejsce akcja pod Arsenałem – odbicie więźniów Gestapo przez Szare Szeregi.
- 26/27 marca – w nocy grupa powstańców UPA dokonała masakry ponad 180 Polaków we wsi Lipniki na Wołyniu. Z rzezi został ocalony przez ojca 1,5-roczny Mirosław Hermaszewski.
- 27 marca – w odwecie za przeprowadzoną poprzedniego dnia akcję pod Arsenałem rozstrzelano 140 więźniów Pawiaka.
- Kwiecień – komisarzem miasta Krakowa z nadania okupacyjnych władz niemieckich został Josef Krämer.
- 6 kwietnia – w Kowlu doszło do buntu ukraińskich policjantów, którzy zabili 18 Niemców i uwolnili osoby przetrzymywane w miejscowym więzieniu i obozie pracy przymusowej.
- 7 kwietnia – w Warszawie powstała Polska Armia Ludowa.
- 8 kwietnia – rzeź wołyńska: 130 Polaków zostało zamordowanych przez UPA i ludność ukraińską w osadzie Brzezina w powiecie sarneńskim.
- 12 kwietnia – Niemcy podali informację o odkryciu grobów w Katyniu.
- 15 kwietnia – w getcie w Kopyczyńcach w dawnym województwie tarnopolskim hitlerowcy rozstrzelali około 500 Żydów.
- 16 kwietnia – Rząd Polski na Uchodźstwie zwrócił się do Międzynarodowego Czerwonego Krzyża o zbadanie okoliczności zbrodni katyńskiej.
- 17 kwietnia – ponad tysiąc Żydów zostało rozstrzelanych w czasie likwidacji getta w Kozowej w byłym województwie tarnopolskim.
- 19 kwietnia – wybuchło powstanie w getcie warszawskim.
- 20 kwietnia – w Krakowie miał miejsce nieudany zamach oddziału specjalnego AK „Osa”-„Kosa 30” na Wyższego Dowódcę SS i Policji w Generalnym Gubernatorstwie SS-Obergruppenführera Friedricha Wilhelma Krügera.
- 23 kwietnia:
  - około 600 Polaków zostało zamordowanych w Janowej Dolinie na Wołyniu przez ukraińską grupę powstałą z połączenia sił UPA, kolaboracyjnej policji ukraińskiej i tzw. „czerni” (okolicznego chłopstwa).
  - pododdział „Zagra-lin” Organizacji Specjalnych Akcji Bojowych Armii Krajowej dokonał zamachu bombowego na pociąg z żołnierzami Wehrmachtu stojący na Dworcu Głównym we Wrocławiu; zginęły 4 osoby, a kilkanaście zostało rannych.
- 25 kwietnia:
  - rząd ZSRR zerwał stosunki dyplomatyczne z rządem polskim na tle sprawy Katynia (zob. układ Sikorski-Majski).
  - Czesław Miłosz, poruszony widokiem karuzeli na Placu Krasińskich w Warszawie stojącej obok płonącego Getta, napisał wiersz Campo di Fiori – pierwsze świadectwo zagłady Żydów w polskiej literaturze.
  - gestapowiec Wilhelm Schuhmacher rozstrzelał na cmentarzu w Nowym Żmigrodzie na Podkarpaciu 16 kalekich Łemków, Romów i Żydów.
- 26/27 kwietnia – nocą rotmistrz Witold Pilecki, wraz z dwoma współwięźniami uciekł z obozu koncentracyjnego Auschwitz, by złożyć raport o stosunkach panujących w obozie.
- 28 kwietnia:
  - w Krakowie z inicjatywy nacjonalistycznych środowisk ukraińskich powstała tzw. SS-Galizien, 14 Dywizja Grenadierów SS (1 ukraińska).
  - we Lwowie rozpoczęła się rekrutacja ochotników do ukraińskiej dywizji SS-Galizien.
- 3 maja:
  - 53 osoby zginęły w wyniku ataku oddziału nacjonalistów ukraińskich na wieś Kuty na Wołyniu.
  - organizacja harcerska „Wawer” nadała w Warszawie propagandową audycję megafonową.
- 5 maja – premier RP na uchodźstwie gen. Władysław Sikorski zaapelował w przemówieniu radiowym do Polaków o pomoc powstańcom z warszawskiego getta.
- 6 maja:
  - aresztowany przez gestapo został Florian Marciniak, pierwszy naczelnik Szarych Szeregów.
  - oddział AK dokonał mordu ukraińskiej ludności we wsi Mołożów na Lubelszczyźnie.
- 8 maja:
  - w bunkrze przy ulicy Miłej 18 popełnił samobójstwo przywódca powstania w getcie warszawskim Mordechaj Anielewicz wraz z narzeczoną i towarzyszami, m.in. Efraimem Fondamińskim.
  - po odkryciu przez Niemców schronu w getcie warszawskim przy ul. Świętojerskiej 36 (obok sklepu szczotkarzy), zostali rozstrzelani kryjący się tam Żydzi – wśród nich piszący wyłącznie po polsku poeta Władysław Szlengel i jego żona.
  - zbrodnia w Nalibokach: sowieccy partyzanci wymordowali 128 osób we wsi Naliboki (obecnie na Białorusi).
- 10 maja – Grupa Specjalna Armii Ludowej przeprowadziła zamach przy użyciu granatów na Bar Podlaski w Warszawie. Zginęło 6 Niemców, a kilkunastu zostało rannych.
- 11 maja – niemiecka żandarmeria i policja pomocnicza spacyfikowały Skałkę Polską na Kielecczyźnie, mordując 93 osoby.
- 12/13 maja:
  - w nocy żołnierze Batalionów Chłopskich dokonali ataku na niemiecki wojskowy pociąg urlopowy na dzisiejszej linii kolejowej nr 7 pomiędzy Puławami a Gołębiem, zabijając lub raniąc kilkudziesięciu Niemców.
  - w nocy, w wyniku sowieckiego nalotu na Warszawę zginęło ok. 300 Polaków, a ok. 1000 zostało rannych. Straty niemieckie wyniosły 17 zabitych i 17 rannych.
- 16 maja – upadło powstanie w getcie warszawskim.
- 18 maja – żandarmeria niemiecka i formacje ukraińskie dokonały pacyfikacji wsi Szarajówka koło Biłgoraja, podczas której 58 mieszkańców wepchnięto do kilku domów i stajni i spalono żywcem.
- 20 maja – akcja odbicia więźniów transportowanych z Zamku w Lublinie do obozu koncentracyjnego Auschwitz przeprowadzona pod Celestynowem na Mazowszu. Akcję przeprowadził oddział Grup Szturmowych Szarych Szeregów stanowiący oddział dyspozycyjny Kedywu Komendy Głównej AK.
- 21 maja – zlikwidowano getto w Brodach koło Lwowa.
- 22 maja:
  - Niemcy zlikwidowali getto w Przemyślanach pod Lwowem.
  - żołnierz AK Jan Kryst (ps. Alan) zastrzelił w warszawskiej restauracji „Adria” trzech oficerów gestapo, ponosząc śmierć w trakcie akcji.
- 23 maja – na cmentarzu w Kielcach Niemcy dokonali masakry 45 żydowskich dzieci.
- 24 maja:
  - Josef Mengele otrzymał przeniesienie do obozu koncentracyjnego Auschwitz.
  - rzeź wołyńska: 170 osób zostało zamordowanych przez UPA we wsi Niemodlin w powiecie kostopolskim.
- 27 maja (lub 26 maja) – rzeź wołyńska: 126 Polaków zostało zamordowanych przez grupę ukraińskich nacjonalistów we wsi Niemilia na Wołyniu.
- 27/28 maja – w nocy patrole dywersyjne Armii Krajowej dokonały likwidacji 28 konfidentów Gestapo w Radomsku.
- 28 maja – po pacyfikacji Leżajska hitlerowcy rozstrzelali 28 mieszkańców miasta.
- 29 maja:
  - w Warszawie na Pawiaku Niemcy rozstrzelali około 600 osób, a ich ciała spalono w ruinach warszawskiego getta.
  - oddział AK dokonał zbrodni w Strzelcach na ludności ukraińskiej.
- 30 maja – dowódca Armii Krajowej wydał rozkaz o scaleniu oddziałów Batalionów Chłopskich z AK.
- 31 maja:
  - w Jędrzejowie dokonano zamachu na tłumacza Gestapo Helmuta Kappa.
  - w Warszawie w ruinach getta Niemcy rozstrzelali grupę Polaków, więźniów Pawiaka, wśród nich poetę Tadeusza Hollendra.
- 1 czerwca – Niemcy wymordowali ok. 180 mieszkańców wsi Sochy na Zamojszczyźnie.
- 2 czerwca – około 250 Polaków zostało zamordowanych przez oddział powstańców UPA we wsi Hurby.
- 3 czerwca – w wyniku niemieckiej pacyfikacji wsi Strużki koło Staszowa w województwie świętokrzyskim zginęły co najmniej 74 osoby.
- 4 czerwca – hitlerowcy dokonali brutalnych pacyfikacji wsi Krajno Pierwsze w powiecie kieleckim i Nasiechowice w powiecie miechowskim w Małopolsce.
- 5 czerwca:
  - w getcie w Trembowli w dawnym województwie tarnopolskim oddziały niemiecko-ukraińskie rozstrzelały ostatnich 350 pozostałych przy życiu Żydów.
  - w kościele św. Aleksandra w Warszawie Gestapo aresztowało kilkudziesięciu żołnierzy Organizacji Specjalnych Akcji Bojowych AK zgromadzonych na ślubie kolegi.
- 9 czerwca – w odwecie za zabicie przez AK gestapowców Kappa i Tierlinga Niemcy przeprowadzili masowe aresztowania mieszkańców Jędrzejowa: 11 osób zastrzelono w miejscu ich zamieszkania, a 25 wywieziono do Kielc na śledztwo, w efekcie którego znaleźli się w obozie Auschwitz.
- 10 czerwca – w odwecie za pomoc udzieloną Żydom niemiecka żandarmeria spacyfikowała wieś Hucisko (powiat rzeszowski), mordując 21 osób (mieszkańców Huciska oraz sąsiedniej wsi Przewrotne).
- 11 czerwca – Heinrich Himmler zarządził likwidację wszystkich gett na terenie Polski.
- 12 czerwca – Niemcy rozstrzelali ostatnich 1,4 tys. Żydów z getta w Brzeżanach i ok. tysiąca z getta w Kozowej w byłym województwie tarnopolskim.
- 13 czerwca – rzeź wołyńska: 68 Polaków, 6 Rosjan i 1 Ukrainiec zostało zamordowanych przez ukraińskich szowinistów w miejscowości Kołki.
- 16 czerwca – zakończyła się likwidacja lwowskiego getta.
- 18 czerwca – oddziały Kadry Polski Niepodległej podporządkowały się Armii Krajowej.
- 19 czerwca:
  - Polski Oddział Partyzancki z Ośrodka AK Stołpce zdobył miasteczko Iwieniec w powiecie wołożyńskim i rozbił tamtejszy garnizon niemiecki. Wydarzenia te przeszły do historii jako powstanie iwienieckie.
  - Niemcy rozstrzelali około 500 Żydów w czasie akcji likwidacyjnej getta w Zbarażu.
- 23/24 czerwca – w nocy, na Zamojszczyźnie rozpoczął się drugi etap akcji wysiedleńczo-pacyfikacyjnej.
- 24 czerwca:
  - Niemcy pacyfikują wieś Majdan Nowy na Zamojszczyźnie, mordując co najmniej 28 osób.
  - w Zbydniowie na Podkarpaciu oddział SS zamordował 19 uczestników wesela odbywającego się we dworze rodziny Horodyńskich.
- 25 czerwca – wybuchło powstanie w getcie żydowskim w Częstochowie.
- 28 czerwca:
  - w odwecie za pomoc udzielaną Żydom niemiecka żandarmeria dokonała pacyfikacji wsi Cisie (powiat miński), w czasie której rozstrzelano 25 Polaków i 3 Żydów.
  - w Przemyślanach koło Lwowa Niemcy zlikwidowali filię obozu pracy w Kurowicach. Rozstrzelano 250 kobiet, 200 mężczyzn przeniesiono do Kurowic.
- 30 czerwca – aresztowany przez Gestapo został generał Stefan Rowecki ps. „Grot”, komendant główny Armii Krajowej. Wydany został przez konfidentów Blankę Kaczorowską, Ludwika Kalksteina i Eugeniusza Świerczewskiego.
- 3 lipca – Niemcy pacyfikują wieś Majdan Stary na Zamojszczyźnie, mordując 75 osób, a także wieś Popówka na Podlasiu (36–37 zabitych).
- 4 lipca – niemiecka policja i żandarmeria spacyfikowały Bór Kunowski na Kielecczyźnie, mordując 43 osoby.
- 11 lipca – kulminacja tzw. rzezi wołyńskiej, oddziały OUN–UPA i wiejska ludność ukraińska zamordowali kilka tysięcy Polaków.
- 12 lipca – niemieccy żandarmi przeprowadzili pacyfikację Michniowa, w czasie której spalono żywcem i zastrzelono około 100 osób. W odwecie oddział partyzancki Jana Piwnika „Ponurego” rozstrzelał w nocy na 13 lipca 180 Niemców w zatrzymanym pod Łączną pociągu Warszawa – Kraków.
- 13 lipca:
  - rozpoczęła się niemiecka operacja „Hermann”, wymierzona w polskich i sowieckich partyzantów bazujących w Puszczy Nalibockiej.
  - Niemcy spacyfikowali wsie Sikory-Tomkowięta (49 ofiar) oraz Zawada i Laskowiec (58 ofiar) w okręgu białostockim.
  - 50 mieszkańców Lipska (powiat augustowski) zostało rozstrzelanych przez Niemców w fortach w Naumowiczach koło Grodna.
- 15 lipca – została utworzona komórka Komendy Głównej AK – Kierownictwo Walki Podziemnej.
- 17 lipca:
  - generał Tadeusz Bór-Komorowski został mianowany dowódcą Armii Krajowej.
  - niemiecka żandarmeria spacyfikowała wieś Krasowo-Częstki w okręgu białostockim, mordując 257 osób.
- 19 lipca – Heinrich Himmler wydał rozkaz przekształcenia obozu pracy na ul. Gęsiej w Warszawie w obóz koncentracyjny.
- 21 lipca – Niemcy spacyfikowali wieś Wnory-Wandy w okręgu białostockim, mordując co najmniej 27 osób.
- 26 lipca – oddział partyzancki NOW-AK „Ojca Jana” zaatakował wieś Bukowina (województwo lubelskie), dokonując spalenia 31 gospodarstw należących pierwotnie do Polaków, a zasiedlonych przez Ukraińców, zabijając ok. 10 z nich i ciężko raniąc siedmiu.
- 1 sierpnia – wybuchło powstanie w getcie będzińsko-sosnowieckim.
- 2 sierpnia – w obozie zagłady w Treblince wybuchł bunt więźniów.
- 5/6 sierpnia – w nocy Armia Krajowa przeprowadziła akcję „Pensjonat”, w wyniku której z więzienia w Jaśle uwolniono 66 więźniów politycznych i 67 więźniów pospolitych.
- 9 sierpnia – w okolicy wsi Borów (powiat kraśnicki) oddział NSZ rozstrzelał 26 – 28 partyzantów z oddziału Gwardii Ludowej.
- 10 sierpnia – Niemcy zlikwidowali getto w Wadowicach, wywożąc jego mieszkańców do obozu Auschwitz-Birkenau.
- 12 sierpnia – żołnierze Kedywu AK uprowadzili w Warszawie samochód bankowy ze 105 mln złotych.
- 15 sierpnia – Krajowa Reprezentacja Polityczna ogłosiła deklarację programową.
- 16 sierpnia – hitlerowcy rozpoczęli ostateczną likwidację getta żydowskiego w Białymstoku. W getcie wybuchł bunt.
- 20 sierpnia:
  - akcja Taśma: w Sieczychach, w trakcie rozbijania niemieckiej strażnicy na granicy Generalnego Gubernatorstwa i terenami wcielonymi do Rzeszy, zginął harcmistrz Tadeusz Zawadzki ps. „Zośka”.
  - białostockiego getta.
- 26 sierpnia – niemiecka ekspedycja karna spacyfikowała Jasionowo w gminie Lipsk, mordując 58 Polaków.
- 30 sierpnia – rzeź wołyńska: mordy ludności polskiej w Gaju, Budach Ossowskich, Jankowcach, Kątach i Ostrówkach.
- 1 września – w nocy z 31 sierpnia na 1 września Zgrupowanie nr 2 ppor. cc. Waldemara Szwieca „Robota” ze Zgrupowań Partyzanckich AK „Ponurego” opanowało na kilka godzin Końskie bez strat własnych, likwidując agentów Gestapo w mieście i zdobywając zaopatrzenie i amunicję.
- 2 września – Rozpoczęła się likwidacja getta żydowskiego w Tarnowie.
- 7 września – udany zamach żołnierzy AK w Warszawie na zastępcę komendanta Pawiaka Franza Bürckla.
- 11 września – Niemcy zlikwidowali getto w Przemyślu.
- 12/13 września – w nocy na 13 września partyzanci z Batalionów Chłopskich wysadzili niemiecki pociąg z amunicją pod Gołębiem (powiat puławski).
- 23 września – Niemcy rozpoczęli likwidację getta w Wilnie; większość mieszkańców wywieziono na Majdanek lub do Sobiboru bądź rozstrzelano w Ponarach.
- 24 września – żołnierze Armii Krajowej uwolnili 72 osoby z więzienia w Biłgoraju.
- 25 września – Franz Kutschera objął funkcję dowódcy SS i policji na dystrykt warszawski.
- 27 września – żołnierze AK wysadzili w Choszczówce niemiecki pociąg pancerny jadący z Gdańska na front wschodni.
- 2 października – gubernator Hans Frank wydał rozporządzenie o zwalczaniu zamachów na niemieckie dzieło odbudowy w Generalnym Gubernatorstwie.
- 9 października – 163 amerykańskie bombowce zbombardowały porty w Gdańsku i Gdyni.
- 11 października – w KL Auschwitz zostali rozstrzelani podpułkownicy Wojska Polskiego: Mieczysław Dobrzański, dowódca 6 Pułku Strzelców Podhalańskich, szef sztabu Komendy Obszaru Lwów ZWZ-AK, oraz Kazimierz Stamirowski, adiutant Naczelnika Państwa, oficer Oddziału II Sztabu Generalnego, prezes Polskiego Związku Zachodniego – podejrzani o przynależność do konspiracji obozowej.
- 14 października – powstanie więźniów w niemieckim obozie zagłady w Sobiborze; w jego rezultacie zbiegło blisko 300 więźniów.
- 23 października:
  - hitlerowcy dokonali mordu mieszkańców wsi Śniadówka na Lubelszczyźnie.
  - oddział GL dokonał zamachu na bar Podlaski w Warszawie zabijając 18. hitlerowców.
- 24 października – oddział Gwardii Ludowej im. gen. J. Bema stoczył całodzienną bitwę z obławą hitlerowską w lasach na Diablej Górze na Kielecczyźnie.
- 28 października – pod murami Synagogi Starej w Krakowie hitlerowcy rozstrzelali 30 Polaków.
- 3 listopada – krwawa środa – w hitlerowskim obozie koncentracyjnym na Majdanku rozstrzelano 18 400 Żydów w ramach akcji „Erntefest” („Dożynki”).
- 11 listopada – Witold Pilecki został awansowany do stopnia rotmistrza.
- 14 listopada – Gestapo aresztowało czołowych działaczy PPR: Małgorzatę Fornalską i Pawła Findera.
- 17 listopada – w obozie zagłady w Treblince rozstrzelano ostatnią grupę więźniów.
- 19 listopada – w obozie janowskim we Lwowie rozstrzelano wszystkich żydowskich więźniów, w liczbie około 5 tys.
- 16 grudnia – pod Częstochową hitlerowcy rozstrzelali 20 żołnierzy AL i AK za sabotaż w hucie Raków.
- 25 grudnia – ponad 40 Polaków zostało zamordowanych przez UPA w Janówce.
- 31 grudnia/1 stycznia – nocą, z inicjatywy PPR powstała Krajowa Rada Narodowa – zdominowane przez komunistów ciało polityczne, mające pełnić funkcję „podziemnego parlamentu”.

## 1944
- 1 stycznia – ogłoszono deklarację programową Krajowej Rady Narodowej. Została powołana Armia Ludowa.
- 3 stycznia – oddziały Armii Czerwonej przekroczyły przedwojenną wschodnią granicę II Rzeczypospolitej.
- 5/6 stycznia – w nocy, 358 samolotów RAF dokonało nalotu na Szczecin.
- 12 stycznia:
  - we wsi Kłodne hitlerowcy zamordowali 28 zakładników w odwecie za wysadzenie pociągu na trasie linii kolejowej Nowy Sącz – Chabówka.
  - Armia Czerwona zajęła Sarny, położone na przedwojennym terytorium Polski.
- 15 stycznia:
  - siłami Okręgu Wołyń Armii Krajowej (27 Wołyńska Dywizja Piechoty) rozpoczęto na Wołyniu akcję „Burza”.
  - oddział UPA dokonała mordu 55 mieszkańców Markowej (powiat podhajecki).
- 29 stycznia:
  - mord we wsi Koniuchy w województwie nowogródzkim (obecnie na terenie Litwy) dokonany przez partyzantów radzieckich i żydowskich stacjonujących w Puszczy Rudnickiej.
  - w Czarnej Tarnowskiej oddział AK „Błyskawica” dokonał nieudanego zamachu na jadącego pociągiem do Lwowa gubernatora Hansa Franka. W wyniku akcji zginęło 17 Niemców.
- 1 lutego – oddział specjalny Kedywu Komendy Głównej AK „Pegaz” dokonał udanego zamachu na Franza Kutscherę, dowódcę SS i Policji dystryktu warszawskiego.
- 2 lutego – polskie oddziały partyzanckie stoczyły bitwę z Niemcami pod Marysinem.
- 9 lutego – gestapo zamordowało ppor. Arkadiusza Deglera ps. „Grad”, szefa sztabu Armii Ludowej na okręg częstochowski.
- 10 lutego – w odwecie za udany zamach na Franza Kutscherę hitlerowcy rozstrzelali 140 osób w ulicznej egzekucji na ul. Barskiej w Warszawie.
- 11 lutego – w odwecie za zamach na Franza Kutscherę, hitlerowcy przeprowadzili pierwszą publiczną egzekucję więźniów Pawiaka, wieszając 27 osób na balkonach spalonego domu przy ulicy Leszno (naprzeciwko gmachu Sądów).
- 13 lutego – UPA dokonała mordu polskich mieszkańców wsi Łanowce na Podolu.
- 17/18 lutego – w nocy UPA dokonała mordu około 200 Polaków w Ludwikówce.
- 21 lutego – hitlerowcy dokonali pacyfikacji Ryczowa koło Ogrodzieńca.
- 22/23 lutego – oddział UPA dokonał w nocy mordu 131 Polaków w Berezowicy Małej w województwie tarnopolskim (obecnie na Ukrainie).
- 28 lutego – Batalion 4 Pułku Policji SS i Ukraińska Powstańcza Armia zmasakrowały ludność polską we wsi Huta Pieniacka. Zamordowano 800 – 1200 osób.
- 28/29 lutego – w nocy, oddział UPA z pomocą ludności ukraińskiej dokonał rzezi na 156 polskich mieszkańcach wsi Korościatyn na Podolu.
- 2 marca – hitlerowcy dokonali pacyfikacji wsi Palikije na Lubelszczyźnie, zabijając 7 mieszkańców i paląc 12 domów.
- 7 marca – Niemcy odkryli tzw. bunkier „Krysia” przy ul. Grójeckiej w Warszawie, gdzie ukrywało się 38 Żydów. Wraz z dwoma polskimi opiekunami zostali oni prawdopodobnie rozstrzelani trzy dni później w ruinach warszawskiego getta.
- 7/8 marca – w Bednarowie koło Stanisławowa oddział powstańców z UPA dokonał w nocy mordu 250 Polaków.
- 8 marca:
  - Niemcy spacyfikowali wieś Jamy pod Ostrowem Lubelskim, mordując 152 mieszkańców.
  - W odwecie za straty poniesione w potyczce z polskimi partyzantami Niemcy spacyfikowali wieś Jabłoń-Dobki w Okręgu Białystok, mordując 93 mieszkańców.
  - w komorach gazowych obozu koncentracyjnego Auschwitz-Birkenau zamordowano 3792 czeskich Żydów.
- 9 marca – co najmniej 58 Polaków zostało zamordowanych przez oddział powstańców UPA we wsi Szerokie Pole w byłym województwie stanisławowskim.
- 10 marca – oddziały AK i BCh dokonały w Sahryniu mordu ukraińskich mieszkańców.
- 12 marca – 365 Polaków zostało zamordowanych w Palikrowach (dawne województwo tarnopolskie) przez oddział SS.
- 15/16 marca – w nocy oddział AK przybyły ze Lwowa dokonał we wsi Chlebowice Świrskie mordu na 54 Ukraińcach i omyłkowo na 6 Polakach.
- 24 marca:
  - niemiecka akcja represyjna w miejscowości Markowa koło Łańcuta wobec rodziny Ulmów oraz ukrywanych przez nich Żydów z rodzin Szallów i Goldmanów. Zginęło 9 Polaków (w tym nienarodzone dziecko w 9 miesiącu ciąży) i 8 Żydów.
  - z obozu jenieckiego Stalag Luft III w Żaganiu uciekło 80 lotników, spośród których tylko trzech nie złapano.
  - w Bełzu (miasto obecnie na Ukrainie) oddział UPA dokonała mordu ponad 100 Polaków.
- 27 marca – Niemcy oraz ich ukraińscy kolaboranci dokonali pacyfikacji wsi Smoligów w powiecie hrubieszowskim. Zamordowano od 70 do ponad 200 mieszkańców.
- 29/30 marca – w nocy oddział powstańców UPA dokonał mordu na 56-140 polskich mieszkańcach wsi Wołczków koło Stanisławowa.
- 31 marca – w swoim biurze w Warszawie został zastrzelony przez żołnierzy AK płk Mychajło Pohotowko, szef warszawskiego oddziału Ukraińskiego Komitetu Centralnego. Podczas akcji zginęło też kilku innych działaczy ukraińskich.
- 1 kwietnia – we wsi Poturzyn koło Tomaszowa Lubelskiego żołnierze z 14. Dywizji Grenadierów SS wraz z pododdziałem UPA dokonali mordu na 162 Polakach.
- 4/5 kwietnia – w nocy hitlerowcy zamordowali w Makowie Podhalańskim 42 osoby.
- 5/6 kwietnia – w nocy upowcy zamordowali 18 Polaków w Siemiginowie koło Stryja.
- 5–7 kwietnia – w Pawlikówce w dawnym województwie stanisławowskim grupa powstańców UPA dokonała mordu na 124 Polakach.
- 6 kwietnia – co najmniej 38 Polaków zginęło w ataku oddziału UPA na wieś Sołotwina na Podolu.
- 6/7 kwietnia – we wsi Moosberg w dawnym województwie lwowskim w nocy oddział powstańców UPA dokonał (według raportów polskiego podziemia) mordu na 31 Polakach. Według zeznań świadków ofiar było 160 lub ponad 200.
- 7 kwietnia:
  - oddziały BCh i AK stoczyły we wsi Molendy koło Kozienic bitwę z przeważającymi oddziałami niemieckimi, wyrywając się z okrążenia.
  - w Pyszówce w dawnym województwie lwowskim w wyniku nocnego napadu powstańców UPA zginęło 52 Polaków.
- 10 kwietnia – Rudolf Vrba i Alfred Wetzler uciekli z KL Auschwitz na Słowację. Ich sprawozdanie z pobytu w obozie trafiło na Zachód, gdzie zostało nagłośnione przez media.
- 11 kwietnia – 127 amerykańskich bombowców dokonało nalotu na Szczecin. Zbombardowane zostało też miasto Żary.
- 12 kwietnia:
  - oddziały UPA i SKW dokonały masakry ponad 100 Polaków we wsiach Hucisko i Miedziaki w powiecie bóbreckim w byłym województwie lwowskim.
  - w obozie pracy przymusowej w Pustkowie na Podkarpaciu hitlerowcy rozstrzelali 60 Polaków przywiezionych do prac na poligonie z więzienia na rzeszowskim zamku.
- 14 kwietnia – uzbrojeni polscy mieszkańcy odparli atak UPA na wieś Bitków położoną w dawnym województwie stanisławowskim.
- 15 kwietnia – hitlerowcy dokonali egzekucji więźniów Pawiaka w ruinach warszawskiego getta.
- 16 kwietnia – ukraińscy żołnierze 14. Dywizji Grenadierów SS dokonali masakry od 250 do 862 Polaków w Chodaczkowie Wielkim w dawnym województwie tarnopolskim.
- 17 kwietnia – oddziały AK, AL i BCh odparły atak dziesięciokrotnie liczniejszych sił niemieckich na Wojsławice koło Chełma, powstrzymując planowaną akcję pacyfikacyjną.
- 19 kwietnia – w Gdańsku został zwodowany niemiecki okręt podwodny U-3501, pierwsza jednostka typu XXI.
- 19–21 kwietnia – rzeź wołyńska: UPA dokonała masakry ok. 200 Polaków i polskich Ormian w Kutach.
- 3 maja – powołano Krajową Radę Ministrów.
- 3/4 maja – w nocy z oddział Osjana zaatakował warszawskie lotnisko bielańskie niszcząc 5 samolotów Ju 52, a kilka innych uszkadzając.
- 4 maja – w Owczarni na Lubelszczyźnie oddział Armii Ludowej podstępnie rozbroił i wymordował 18 partyzantów Armii Krajowej, a 13 dalszych zranił.
- 6 maja:
  - w Warszawie dokonano nieudanego zamachu na SS-Sturmbannführera Waltera Stamma; w walce poległo ośmiu żołnierzy oddziału AK „Agat”.
  - pod Graużyszkami na Białorusi oddziały Okręgu Wileńskiego AK stoczyły zwycięską bitwę z oddziałami litewskiego korpusu generała Povilasa Plechavičiusa.
- 12 maja – aresztowanie szesnastoosobowej grupy kobiet, które szmuglowały żywnością za nielegalne przekroczenie granicy III Rzeszy w Zimnodole, skąd przewieziono je do pobliskiego Olkusza. Następnego dnia zostały przewiezione do obozu koncentracyjnego Auschwitz-Birkenau.
- 13 maja:
  - rozpoczęła się bitwa pod Murowaną Oszmianką (wieś obecnie na terenie Białorusi), w której oddziały Armii Krajowej pokonały kolaboracyjny Litewski Korpus Lokalny.
  - 215 amerykańskich bombowców dokonało bombardowania Szczecina.
- 14 maja
  - żołnierze Zgrupowania Stołpeckiego AK stoczyli w Kamieniu Stołpeckim zacięty bój z dwiema brygadami sowieckiej partyzantki
  - bitwa pod Rąblowem, operacja „Maigewitter” – 600 partyzantów AL i pluton AK przeciwko 2000 hitlerowców.
- 16 maja – w bitwie pod Sucharami batalion 77. Pułku Piechoty AK rozbił oddział niemiecko-ukraiński.
- 20 maja – patrol AK odnalazł nad Bugiem niewypał niemieckiej rakiety V-2, która w częściach została przekazana do Londynu. Odkrycie ułatwiło Brytyjczykom prace nad zneutralizowaniem niemieckiej broni tego typu.
- 22 maja – oddział UPA przy pomocy ludności ukraińskiej dokonał masakry 120-145 Polaków w Bryńcach Zagórnych w dawnym województwie lwowskim.
- 31 maja – na Wiśle w okolicach Machowa partyzanci zatopili statek Tannenberg, przewożący żołnierzy niemieckich.
- 5 czerwca – niemiecka żandarmeria pacyfikuje Olszankę w gminie Czajki; ginie około 100 mieszkańców, wieś zostaje doszczętnie spalona.
- 6 czerwca – wojska sowieckie przekroczyły przedwojenną granicę polską pod Sarnami.
- 13–25 czerwca – operacja „Sturmwind”: walki w Lasach Janowskich na Porytowych wzgórzach na Lubelszczyźnie – 30 tys. hitlerowców przeciwko 3 tys. partyzantów (w tym 1300 AL, 130 AK Kmicica, 1500 partyzantów radzieckich, 100 NOW Komara).
- 16 czerwca:
  - w Puszczy Solskiej na Lubelszczyźnie Niemcy rozpoczęli przeciwpartyzancką operację Sturmwind II.
  - w walce z Niemcami pod wsią Jewłasze na Nowogródczyźnie zginął mjr Jan Piwnik ps. „Ponury”.
  - napad UPA na pociąg osobowy na trasie Bełżec-Rawa Ruska, w trakcie którego zamordowano 41-75 Polaków.
- 20 czerwca:
  - zgodnie z wyrokiem Polskiego Państwa Podziemnego za zdradę został powieszony Eugeniusz Świerczewski, agent Gestapo wewnątrz Armii Krajowej, sprawca aresztowania generała Stefana Roweckiego „Grota”.
  - Litewski oddział pomocniczy policji niemieckiej, w odwecie za śmierć 4 litewskich policjantów w starciu z 5. Wileńską Brygadą AK, dokonał masakry 38 Polaków w Glinciszkach na Wileńszczyźnie.
- 22 czerwca – we wsi Jaminy koło Augustowa Niemcy rozstrzelali 24 mieszkańców w odwecie za zabicie niemieckiego żandarma.
- 23 czerwca:
  - rozpoczęła się likwidacja getta łódzkiego.
  - 5. Wileńska Brygada AK, w odwecie za zabicie przez litewską policję 3 dni wcześniej 38 Polaków w Glinciszkach, dokonała masakry 27 osób w zamieszkanej głównie przez Litwinów wsi Dubinki.
- 26 czerwca – powstanie zamojskie: klęska polskich oddziałów partyzanckich w bitwie pod Osuchami.
- 7 lipca:
  - operacja „Ostra Brama”: oddziały Armii Krajowej, w sile 15 000 żołnierzy brały udział w walkach o Wilno razem z Armią Czerwoną. Po zakończeniu walk, polskie oddziały zostały rozbrojone i internowane przez NKWD.
  - oddział AK stoczył bitwę z Niemcami w Woli Grójeckiej koło Ćmielowa. Zginęło 37 partyzantów.
- 8 lipca – rząd na emigracji upoważnił Delegaturę Rządu i Komendę Główną AK do ogłoszenia powstania w Warszawie.
- 11 lipca – w Krakowie miał miejsce nieudany zamach na Wilhelma Koppe, dowódcę SS i Policji w Generalnym Gubernatorstwie.
- 13 lipca:
  - generał Tadeusz Bór-Komorowski wydał rozkaz o zakończeniu akcji scaleniowej Batalionów Chłopskich i Armii Krajowej.
  - operacja Ostra Brama: oddziały AK Aleksandra Krzyżanowskiego w ramach akcji „Burza” razem z Armią Sowiecką zdobyły Wilno.
- 17 lipca – we wsi Bogusze NKWD rozbroiło i aresztowało zaproszonych na rozmowy dowódców AK okręgu wileńskiego.
- 21 lipca – oddział Armii Krajowej, liczący 38 osób, rozbił w Iwoniczu Zdroju garnizon Wehrmachtu.
- 22 lipca:
  - został ogłoszony Manifest PKWN.
  - rozpoczęła się Akcja „Burza” we Lwowie.
  - mord na Zamku w Lublinie. Wycofujący się hitlerowcy zamordowali 300 więźniów.
  - partyzanci Armii Krajowej wyzwolili Lubartów[6]
- 23 lipca – wyzwolony został obóz koncentracyjny na Majdanku. Na terenie hitlerowskiego obozu NKWD natychmiast utworzyło obóz filtracyjny dla żołnierzy AK i NSZ, wykorzystując w tym celu infrastrukturę niemieckiego obozu koncentracyjnego.
- 23–28 lipca – akcja „Burza” we Lwowie. Oddziały AK wspierając jako jednostki piechoty zmotoryzowane oddziały Armii Czerwonej przyczyniły się znacznie do wyzwolenia Lwowa. Po zakończeniu walk oddziały AK zostały rozbrojone, zaś dowódcy wezwani przez sowietów na naradę, aresztowani i uwięzieni.
- 25 lipca:
  - nocą z 25/26 lipca została przeprowadzona akcja Most III. Do okupowanej Polski przylecieli z Wielkiej Brytanii kurierzy Rządu RP na uchodźstwie, do Wielkiej Brytanii zabrani zostali kurierzy oraz elementy zdobytego nad Bugiem pocisku V-2.
  - rozpoczęła się bitwa pod Warszawą, in. bitwa pancerna pod Radzyminem. Bitwa stoczona pomiędzy radziecką 2 Armią Pancerną a niemieckimi dywizjami Waffen-SS Wiking i Totenkopf oraz dywizją Hermann Göring.
- 26 lipca – miasto Ryki zostało wyzwolone przez oddział AK.
- 30 lipca:
  - bitwa pod Wesołówką w Świętokrzyskiem. Bitwa stoczona przez I batalion AK „Sandomierz” dowodzony przez kpt. Ignacego Zarobkiewicza „Swojaka” w ramach akcji „Burza” z 18 Dywizją Artylerii Wehrmachtu wspieraną przez oddziały żandarmerii z Sandomierza.
  - Armia Krajowa wyzwoliła Mińsk Mazowiecki.
  - nadająca z Moskwy Radiostacja im. Tadeusza Kościuszki wyemitowała czterokrotnie odezwę wzywającą ludność Warszawy do powstania.
- 31 lipca – dowódca Armii Krajowej Tadeusz Bór-Komorowski wydał rozkaz rozpoczęcia 1 sierpnia powstania warszawskiego.
- 1 sierpnia – początek powstania warszawskiego.
- 2 sierpnia:
  - powstanie warszawskie: Stare Miasto całkowicie opanowane przez oddziały powstańcze.
  - powstanie warszawskie: bój pod Pęcicami pod Warszawą. Jednostki powstańcze Armii Krajowej należące do IV obwodu „Ochota” wycofujące się z Ochoty, w walkach z oddziałami niemieckimi stacjonującymi w dworze w Pęcicach, przebiły się w kierunku Lasów Sękocińskich i Lasów Chojnowskich.
- 2/3 sierpnia – w nocy z 2 na 3 sierpnia Niemcy zlikwidowali obóz cygański w obozie Auschwitz II – Birkenau. W komorze przy IV krematorium zagazowali 2897 osób.
- 3 sierpnia – bitwa pod Truskawką koło Czosnowa na Mazowszu oddziałów Grupy Kampinos i Wehrmachtu.
- 4 sierpnia – powstanie warszawskie: dowodzenie siłami niemieckimi zwalczającymi powstanie przejął SS-Obergruppenführer Erich von dem Bach-Zelewski.
- 5–15 sierpnia – powstanie warszawskie: oddziały SS i policji niemieckiej pod dowództwem SS-Gruppenführera Heinza Reinefartha dokonały na Woli w Warszawie mordu ok. 59 400 cywilów.
- 5 sierpnia:
  - powstanie warszawskie: wyzwolenie przez batalion AK Zośka obozu koncentracyjnego KL Warschau przy ul. Gęsiej (uwolniono ok. 350 więźniów pochodzenia żydowskiego).
  - oddziały niemiecko-ukraińskie dokonały pacyfikacji Skalbmierza.
- 7 sierpnia:
  - 7. dzień powstania warszawskiego: rozpoczął się zmasowany atak niemieckiej artylerii na Stare Miasto.
  - w odwecie za zabicie 4 żołnierzy niemieckich została spacyfikowana wieś Poręba Dzierżna koło Olkusza.
- 9–16 sierpnia – w okolicach Studzianek pod Kozienicami doszło do bitwy pancernej jednostek polskiej 1 Brygady Pancernej im. Bohaterów Westerplatte i radzieckiej 8. Armii 1. Frontu Białoruskiego z niemiecką 1. Dywizją Pancerno-Spadochronową „Hermann Göring”.
- 11 sierpnia – Niemcy spacyfikowali wieś Skłody Borowe na Podlasiu, mordując 21 osób.
- 13 sierpnia – hitlerowcy dokonali pacyfikacji podkieleckiej wsi Skorzeszyce.
- 14 sierpnia – rozpoczęła się Akcja „Burza” w Okręgu Łódź AK.
- 16 sierpnia:
  - 16. dzień powstania warszawskiego: radio Berlin nadało – po raz kolejny – fałszywą informację o zlikwidowaniu powstania warszawskiego.
  - członkowie UPA dokonali mordu na ludności polskiej we wsi Muczne. Zamordowanych zostało 74 osób narodowości polskiej, w większości uciekinierów z rzezi na Wołyniu i ludność cofająca się przed frontem.
- 20 sierpnia:
  - 20. dzień powstania warszawskiego: zdobycie budynku PAST-y przy ul. Zielnej przez oddziały powstańcze. Wzięto do niewoli 76 żołnierzy niemieckich spośród załogi składającej się ze 112 osób, natomiast 21 zginęło.
  - w Pokrytkach koło Mławy oddziały Armii Ludowej stoczyły największą bitwę partyzancką na wcielonych do Rzeszy ziemiach polskich.
- 21 sierpnia – pod Surkontami (wieś obecnie na Białorusi) doszło do pierwszej po 1939 roku regularnej bitwy pomiędzy oddziałami Armii Krajowej i Armii Czerwonej.
- 23 sierpnia – 250 polskich oficerów więzionych przez NKWD na Majdanku zostało wywiezionych do łagrów w ZSRR.
- 29 sierpnia:
  - Niemcy zlikwidowali getto żydowskie w Łodzi.
  - powstanie warszawskie: artyleria niemiecka zburzyła zakłady Fiata i kościół Najświętszej Marii Panny.
- 30 sierpnia – powstanie warszawskie: ewakuacja kanałami części powstańczej załogi Starego Miasta do Śródmieścia.
- 8 września – bitwa 9. Pułku Strzelców Konnych Armii Krajowej na Czerwonym Bagnie koło miasta Goniądz, w ramach akcji „Burza”. Była to największa bitwa partyzancka na Białostocczyźnie. Zginęło w niej około 110 partyzantów i około 1500 Niemców.
- 10 września – powstanie warszawskie: walki powietrzne samolotów radzieckich z niemieckimi.
- 12 września – Bitwa pod Ewiną w powiecie Radomsko, obrona 600 partyzantów AL przeciw 6000 oddziałów SS.
- 14 września:
  - oddziały armii radzieckiej wraz z 1. Dywizją Piechoty LWP im. T. Kościuszki zdobyły warszawską Pragę, wypierając z niej wojska niemieckie.
  - powstanie warszawskie: natarcie oddziałów niemieckich na Czerniaków.
- 22 września – PKWN zawarł z Litwą tzw. układ republikański.
- 23 września – wydano dekret Polskiego Komitetu Wyzwolenia Narodowego – Kodeks Karny Wojska Polskiego.
- 25 września – powstanie warszawskie: w nocy wycofała się kanałami z Mokotowa do Śródmieścia część żołnierzy, ludności i władz cywilnych.
- 29 września – powstanie warszawskie: bitwa pod Jaktorowem, zakończona rozbiciem przez Niemców głównych sił Grupy AK „Kampinos”.
- 2/3 października – w Ożarowie pod Warszawą podpisany został akt kapitulacji powstania warszawskiego. Niemcy zgodzili się uznać prawa kombatanckie żołnierzy AK oraz nie stosować odpowiedzialności zbiorowej wobec ludności cywilnej. Do niewoli wraz z większością powstańców poszedł komendant główny AK generał Tadeusz Komorowski „Bór” i pułkownik Antoni Chruściel „Monter”, dowódca Okręgu Warszawskiego AK. Gen. Leopold Okulicki „Niedźwiadek” wyszedł w Warszawy razem z ludnością cywilną, aby uniknąć niewoli.
- 3 października – gen. Leopold Okulicki objął stanowisko Komendanta Głównego Armii Krajowej.
- 5 października – ostatnie oddziały Armii Krajowej opuściły Warszawę po kapitulacji powstania warszawskiego.
- 7 października:
  - w obozie koncentracyjnym Auschwitz-Birkenau doszło do największego w historii obozu buntu. Zginęło 451 więźniów.
  - utworzono Milicję Obywatelską i Państwowy Urząd Repatriacyjny.
- 9 października – Heinrich Himmler wydał rozkaz całkowitego zburzenia Warszawy.
- 29 października – w bitwie pod Chotczą na przyczółku puławskim grupa partyzantów AL i BCh przedarła się z ciężkimi stratami przez pozycje niemieckie i połączyła z oddziałami LWP.
- 20 listopada – z powodu zbliżania się linii frontu Adolf Hitler opuścił Wilczy Szaniec.
- 26 listopada – Heinrich Himmler wydał rozkaz zniszczenia krematoriów w obozie koncentracyjnym KL Auschwitz-Birkenau.
- 28 listopada – Adolf Hitler wydał rozkaz o utworzeniu Twierdzy Kołobrzeg.
- 18/19 grudnia – nocą 236 samolotów RAF dokonało nalotu bombowego na bazę Kriegsmarine w Gdyni, definitywnie ją unieruchamiając.
- 21 grudnia – gen. Leopold Okulicki został mianowany dowódcą AK.
- 22 grudnia – 82 Polaków zostało zamordowanych przez UPA w Toustobabach na Wołyniu.
- 23 grudnia – oddział SS przeprowadził pacyfikację wsi Ochotnica Dolna w powiecie nowotarskim, zabijając 56 osób.
- 24 grudnia – 89 Polaków zostało zamordowanych przez UPA w Ihrowicy na Podolu.
- 28 grudnia:
  - miał miejsce ostatni zrzut Cichociemnych.
  - wprowadzono wojenną cenzurę korespondencji i rozmów telefonicznych.
- 29 grudnia – zburzenie Warszawy: Niemcy zakończyli wysadzanie w powietrze Pałacu Saskiego w Warszawie (27–29 grudnia).
- 31 grudnia – Krajowa Rada Narodowa powołała Rząd Tymczasowy Rzeczypospolitej Polskiej.
- 31 grudnia/1 stycznia – zbrodnia w Uhryńkowcach (powiat zaleszczycki) popełniona w nocy przez oddziały UPA i SKW na około 150 Polakach.

## 1945
- 11 stycznia – NKWD i polska służba bezpieczeństwa w ciągu 3 miesięcy aresztowały 13 142 osoby.
- 12 stycznia – Armia Czerwona rozpoczęła ofensywę, dzięki której zajęła tereny Polski na zachód i północ od Wisły i Narwi, dotychczas okupowane przez III Rzeszę.
- 13 stycznia – wkroczenie Armii Czerwonej do Pińczowa.
- 14 stycznia – wkroczenie Armii Czerwonej do Jędrzejowa.
- 15 stycznia – wkroczenie Armii Czerwonej do Kielc, Makowa Mazowieckiego, Grójca, Kozienic, Opatowa.
- 16 stycznia:
  - Niemcy zlikwidowali obóz w Płaszowie. Ostatni więźniowie zostali wywiezieni do obozu koncentracyjnego Auschwitz-Birkenau.
  - 2 Dywizja Piechoty Wojska Polskiego sforsowała Wisłę w okolicach Łomianek.
  - wkroczenie Armii Czerwonej do Radomska, Pułtuska, Żyrardowa, Radomia, Końskich, Ostrowca Świętokrzyskiego, Opatowa, Iłży, Włoszczowy, Miechowa, Jasła, Szydłowca, Częstochowy (wyzwolenie Częstochowy).
- 17 stycznia:
  - oddziały 1. Armii Wojska Polskiego i Armii Czerwonej zajęły ruiny zburzonej Warszawy. W operacji warszawskiej brały udział 1. Armia WP oraz 48. i 61. Armia 1. Frontu Białoruskiego. Na Warszawę bezpośrednio uderzyła 1. Armia WP, pod dowództwem gen. Stanisława Popławskiego.
  - wkroczenie Armii Czerwonej do Ciechanowa, Jasła, Sochaczewa, Pruszkowa, Skierniewic, Radomska, Opoczna, Starachowic, Gorlic, Łowicza, Zgierza.
  - z obozu koncentracyjnego Auschwitz-Birkenau wyruszył marsz śmierci.
  - rozwiązana została podziemna organizacja harcerska Szare Szeregi.
- 17–18 stycznia – około północy załoga policyjnego więzienia hitlerowskiego na Radogoszczu w Łodzi rozpoczęła mord więźniów zakończony podpaleniem więzienia.
- 18 stycznia:
  - wojska sowieckie, Pierwszego Frontu Ukraińskiego marszałka Iwana Koniewa wkroczyły do Krakowa.
  - wkroczenie Armii Czerwonej do Piotrkowa Trybunalskiego oraz do Wielunia.
- 19 stycznia:
  - odbyła się defilada Ludowego Wojska Polskiego w Warszawie.
  - wkroczenie Armii Czerwonej do Tarnowa, Łodzi, Kutna, Kłodawy.
  - komendant główny gen. Leopold Okulicki „Niedźwiadek” wydał rozkaz o rozwiązaniu Armii Krajowej.
  - w lesie pod Skarszewem w Wielkopolsce hitlerowcy rozstrzelali 56 członków podziemia.
- 20 stycznia
  - oświęcimski marsz śmierci przeszedł przez Żory. Na terenie miasta zastrzelono 47 osób.
  - w lesie pod Grajewem hitlerowcy dokonali mordu około 300 osób, przeważnie miejscowej inteligencji wraz z rodzinami.
  - Sieradz został zbombardowany przez lotnictwo sowieckie, mimo opuszczenia miasta przez Niemców; zginęło około 100 osób, około 200 zostało rannych.
  - wkroczenie Armii Czerwonej do Koła, Konina, Radziejowa, Olkusza i Nowego Sącza.
- 21 stycznia:
  - Armia Czerwona wkroczyła do opuszczonego przez wojska niemieckie Olsztyna.
  - Armia Czerwona wkroczyła do miast: Gniezno, Inowrocław, Kępno, Namysłów, Nowe Miasto Lubawskie, Olecko, Ostrzeszów, Płock, Rypin, Szubin, Wieliczka, Żnin, Murowana Goślina.
- 22 stycznia:
  - Armia Czerwona zajęła miasta: Gołańcz, Kcynia, Margonin, Milicz, Odolanów, Olsztyn, Pasym, Pobiedziska, Pyskowice, Rawicz, Stary Sącz, Września i Zalewo.
  - do Wodzisławia Śląskiego dotarł marsz śmierci z obozu koncentracyjnego Auschwitz-Birkenau.
- 23 stycznia:
  - wkroczenie Armii Czerwonej do Grajewa, Kalisza, Konina, Ostrowa Wielkopolskiego, Krotoszyna, Sztumu, Sławkowa, Sieradza i Śremu.
  - wyzwolenie obozu koncentracyjnego Fünfteichen w Miłoszycach – filii obozu koncentracyjnego Groß-Rosen.
- 24 stycznia – Armia Czerwona zajęła miasta: Brodnica, prawobrzeżną część Bydgoszczy, Chrzanów, Ełk, Gliwice, Kolno, Oleśnica, prawobrzeżną część Opola, Pleszew, Wąbrzeźno i Węgorzewo.
- 24/25 stycznia – w nocy niemieccy saperzy wysadzili w powietrze obiekty na terenie kwatery głównej Adolfa Hitlera w Wilczym Szańcu.
- 25 stycznia – Armia Czerwona zajęła miasta: Bydgoszcz, Pniewy, Sztum i Trzebnica.
- 26 stycznia – Armia Czerwona zajęła miasta: Kalwaria Zebrzydowska, Nakło nad Notecią, Osiek nad Notecią, Szamotuły, Tolkmicko, Wadowice i Wolsztyn.
- 27 stycznia:
  - wojska radzieckie zajęły niemiecki nazistowski obóz koncentracyjny Auschwitz-Birkenau; w rocznicę wyzwolenia obozu obchodzony jest Międzynarodowy Dzień Pamięci o Ofiarach Holokaustu.
  - wkroczenie Armii Czerwonej do Andrychowa, Oświęcimia, Kętrzyna, Trzcianki, Sępólna Krajeńskiego, Gostynia, Sosnowca, Dąbrowy Górniczej, Bytomia, Będzina.
  - rozpoczęła się bitwa żorska na Górnym Śląsku na terytorium Żor oraz miejscowości sąsiednich, pomiędzy radziecką 38. Armią wspomaganą przez 1. Czechosłowacką Samodzielną Brygadę Pancerną a LIX Korpusem Armijnym Wehrmachtu, XI Korpusem Waffen-SS wspomaganymi przez węgierski V Korpus Armijny.
  - żołnierze radzieccy dokonali zbrodni w Przyszowicach i Miechowicach na Górnym Śląsku.
- 28 stycznia – Armia Czerwona zajęła miasta: Chorzów, Katowice, Kęty, Krzyż Wielkopolski, Maków Podhalański, Międzychód, Mysłowice i Tychy.
- 29 stycznia:
  - rozpoczęły się walki o przełamanie Wału Pomorskiego.
  - Armia Czerwona zajęła miasta: Drezdenko, Jordanów, Kuźnia Raciborska, Nowy Targ i Zakopane.
- 30 stycznia:
  - niemiecki statek pasażerski Wilhelm Gustloff z ponad 10 tys. ewakuowanych (głównie ludność cywilna) z Gdyni został zatopiony 3 torpedami wystrzelonymi przez radziecki okręt podwodny S-13. Zginęło ponad 9 tys. pasażerów.
  - Armia Czerwona zajęła miasta: Krajenka i Kwidzyn.
- 31 stycznia – Armia Czerwona zajęła miasta: Barczewo, Bisztynek, Dębno, Gorzów Wielkopolski, Kędzierzyn, Kostrzyn nad Odrą, Leszno, Międzyrzecz, Lidzbark Warmiński, Ścinawa, Świebodzin i Złotów.
- 1 lutego
  - oddziały Armii Czerwonej uchwyciły w rejonie twierdzy Kostrzyn przyczółki na zachodnim brzegu Odry.
  - wkroczenie Armii Czerwonej do Torunia, Myśliborza, Wschowy.
  - przeniesienie siedziby władz prosowieckich do Warszawy.
- 2 lutego:
  - oddziały 1 Armii Wojska Polskiego dotarły do głównych pozycji Wału Pomorskiego (Pommernstellung).
  - Armia Czerwona zajęła Sulęcin.
- 4 lutego – wkroczenie Armii Czerwonej do Bartoszyc, Chojnej.
- 5 lutego – w Baryszu koło Tarnopola oddział UPA dokonał mordu 135 Polaków.
- 6 lutego – wkroczenie Armii Czerwonej do Oławy, Brzegu.
- 10 lutego – wkroczenie Armii Czerwonej do Bielska-Białej, Mirosławca, Elbląga.
- 11 lutego – wkroczenie Armii Czerwonej do Wałcza, Legnicy, Lubina, Ścinawy, Środy Śląskiej.
- 12 lutego:
  - wkroczenie Armii Czerwonej do Bolesławca, Czechowic (obecnie Czechowice-Dziedzice), Drawna, Kalisza Pomorskiego, Pszczyny i Świecia.
  - w obławie NKWD zginął zastrzelony ukraiński działacz niepodległościowy Dmytro Klaczkiwski, członek OUN, żołnierz Ukraińskiej Powstańczej Armii, dowódca UPA-Północ, główny odpowiedzialny za rzeź wołyńską.
- 13 lutego – Armia Czerwona zamknęła pierścień okrążenia wokół Wrocławia i zajęła miasta: Bytom Odrzański, Strzegom, Szprotawę i Złotoryję.
- 14 lutego:
  - wkroczenie Armii Czerwonej do Chojnic, Nowego Kisielina, Nowej Soli, Piły, Zielonej Góry.
  - Armia Czerwona wyzwoliła obóz koncentracyjny Groß-Rosen.
  - powołano Biuro Odbudowy Stolicy.
- 15 lutego:
  - wkroczenie Armii Czerwonej do Tucholi.
  - rozpoczęła się bitwa pancerna o Stargard.
  - w trakcie walk o Poznań, w wyniku ostrzału radzieckiej artylerii spłonęła katedra św. Apostołów Piotra i Pawła.
- 16 lutego – Armia Czerwona zajęła Żary.
- 18 lutego – wkroczenie Armii Czerwonej do Żagania.
- 20 lutego – wkroczenie Armii Czerwonej do Krosna Odrzańskiego.
- 21 lutego:
  - Armia Czerwona zajęła Czersk.
  - Rada Jedności Narodowej uznała postanowienia szczytu w Jałcie.
- 22 lutego – Armia Czerwona zajęła Choszczno i Rytel.
- 23 lutego – skapitulował niemiecki garnizon w poznańskiej cytadeli. Dzień ten uznaje się za datę wyzwolenia miasta Poznań spod okupacji niemieckiej.
- 28 lutego – wkroczenie Armii Czerwonej do Szczecinka.
- 1 marca – część 1. Warszawskiej Brygady Kawalerii pod Borujskiem koło Mirosławca na Pomorzu wykonała ostatnią bojową szarżę WP.
- 1–3 marca – doszło do zbrodni w Pawłokomie w powiecie rzeszowskim na Podkarpaciu.
- 3 marca – wojska radzieckie zajęły Świdwin i Miastko.
- 4 marca:
  - rozpoczęła się bitwa o Kołobrzeg.
  - wkroczenie Armii Czerwonej do Koszalina.
- 5 marca – wojska 1 Frontu Białoruskiego zajęły Stargard.
- 6 marca – wkroczenie Armii Czerwonej do Grudziądza.
- 7 marca:
  - Armia Czerwona zdobyła Gniew i Goleniów.
  - NKWD aresztowało generała Augusta Emila Fieldorfa.
  - tuż przed wkroczeniem do Słupska Armii Czerwonej hitlerowcy rozstrzelali 22 robotników przymusowych.
- 8 marca:
  - 1 Armia Wojska Polskiego rozpoczęła walki o Kołobrzeg.
  - wojska radzieckie zajęły Kościerzynę, Skarszewy i Słupsk.
  - niemiecki generał Hermann Niehoff przejął dowodzenie podczas Festung Breslau zastępując Hansa von Ahlfen, stając się ostatnim komendantem oblężonego Wrocławia.
- 9 marca – wkroczenie Armii Czerwonej do Stężycy.
- 10 marca – wojska 2 Frontu Białoruskiego zajęły Lębork i Łebę.
- 12 marca – wkroczenie Armii Czerwonej do Kartuz, Wejherowa, Redy i Tczewa.
- 17 marca:
  - w Mrzeżynie odbyły się zaślubiny Polski z morzem.
  - Malbork na Pomorzu i obóz jeniecki w Łambinowicach na Dolnym Śląsku zostały zdobyte przez wojska radzieckie.
- 18 marca – 1. Armia Wojska Polskiego zdobyła Kołobrzeg. Odbyły się zaślubiny Polski z morzem.
- 19 marca – Armia Czerwona zajęła Prudnik.
- 20 marca – Armia Czerwona zajęła Koźle.
- 21 marca:
  - Niemcy wysadzili w powietrze pancernik „Schleswig-Holstein” przed zajęciem Gdyni przez wojska radzieckie.
  - żołnierze LWP dokonali mordu Ukraińców we wsiach Nowy Lubliniec i Stary Lubliniec.
- 23 marca – wojska radzieckie zdobyły Sopot.
- 24 marca:
  - wojska radzieckie i czechosłowackie wyzwoliły Żory.
  - Armia Czerwona zajęła miasta: Głubczyce, Pruszcz Gdański (wraz z 1. Czechosłowacką Samodzielną Brygadą Pancerną).
- 26 marca:
  - wkroczenie Armii Czerwonej do Rybnika i Wodzisławia Śląskiego.
  - Rząd Tymczasowy powołał Korpus Bezpieczeństwa Wewnętrznego.
- 27 marca:
  - Stefan Korboński został p.o. Delegata Rządu na Kraj.
  - 48 więźniów, żołnierzy AK uciekło z obozu NKWD w Skrobowie na Lubelszczyźnie.
  - żołnierze Armii Czerwonej podpalili przy użyciu wtoczonych beczek z paliwem kościół św. Józefa w Gdańsku. W pożarze zginęło około 100 ukrywających się tam Niemców.
  - wkroczenie Armii Czerwonej do Rumi.
- 27–28 marca – NKWD podstępnie aresztowała 16 przywódców Polskiego Państwa Podziemnego i wywiozła ich do moskiewskiego więzienia na Łubiance.
- 28 marca:
  - żołnierze polscy zawiesili na Dworze Artusa w Gdańsku biało-czerwony sztandar.
  - wojska radzieckie i polskie wkroczyły do Gdyni.
- 30 marca:
  - wojska radzieckie i polskie zdobyły Gdańsk.
  - skapitulowała grupa wojsk niemieckich na Westerplatte, ostatni walczący oddział w Gdańsku.
- 31 marca:
  - wkroczenie Armii Czerwonej do Raciborza.
  - Wincenty Witos został aresztowany na 5 dni przez Rosjan w celu nakłonienia go do współpracy z Krajową Radą Narodową.
- 1 kwietnia – wojska radzieckie zdobyły Głogów.
- 6 kwietnia – żołnierze 2. Samodzielnego Batalionu Operacyjnego Korpusu Bezpieczeństwa Wewnętrznego dokonali zbrodni na 174 ukraińskich mieszkańcach wsi Gorajec na Podkarpaciu.
- 11 kwietnia – polskie oddziały partyzanckie dokonały rzezi ludności ukraińskiej we wsiach: Bachów, Brzuska i Sufczyn.
- 12 kwietnia – w Rakowej na Podkarpaciu oddział UPA zamordował 13 Polaków i 3 Ukraińców.
- 12/13 kwietnia – w nocy grupa operacyjna powiatowego UB w Siedlcach zamordowała 16 młodych osób podejrzanych o działalność w AK i NSZ.
- 15 kwietnia – początek akcji UPA skierowanej przeciwko posterunkom MO w powiatach sanockim i przemyskim.
- 16 kwietnia:
  - rozpoczęła się ofensywa wojsk radzieckich i polskich wzdłuż linii Odry do Nysy Łużyckiej, której celem było zdobycie Berlina.
  - na wysokości Półwyspu Helskiego został zatopiony przez radziecki okręt podwodny niemiecki transportowiec MS Goya wraz z co najmniej 6 tys. uciekinierów z Prus Wschodnich i Gdańska.
- 17 kwietnia – oddziały OUN i UPA dokonały masakry około stu Polaków w Wiązownicy.
- 18 kwietnia – oddział „Wołyniaka” dokonał masakry 160 ukraińskich mieszkańców Piskorowic i okolicznych wsi.
- 19 kwietnia – naczelny wódz gen. Władysław Anders utworzył Delegaturę Sił Zbrojnych (DSZ) na Kraj. Szefem Delegatury został płk Jan Rzepecki.
- 26 kwietnia – wkroczenie Armii Czerwonej do Szczecina.
- 3 maja – Michał Żymierski awansowany został do stopnia marszałka Polski (w 1927 r. zdegradowany został ze stopnia generała do stopnia szeregowca i wydalony z zawodowej służby wojskowej).
- 4 maja – koło Świnoujścia zatonął trafiony bombami niemiecki krążownik HSK Orion z uchodźcami wojennymi. Zginęło 150 z ponad 4 tys. osób na pokładzie.
- 6 maja – skapitulowała twierdza Wrocław (Festung Breslau).
- 7 maja – oddziały Narodowego Zjednoczenia Wojskowego Okręgu Rzeszowskiego (dowódca: Franciszek Przysiężniak) wygrały bitwę z oddziałami Armii Czerwonej pod Kuryłówką na Lubelszczyźnie.
- 8 maja – Niemcy podpisały akt bezwarunkowej kapitulacji.
- 14 maja – o godz. 12.00 skapitulowała niemiecka załoga na Półwyspie Helskim.